# Шестакове
Шестако́ве (до 1968 — Непокрите) — село в Україні, у Старосалтівській селищній громаді Чугуївського району Харківської області. Населення становить 649 осіб.

## Географія
Село Шестакове знаходиться в місці впадіння річки Непокритої в річку Олего. На річках кілька ставків. Через село проходить автомобільна дорога Т 2104. До села примикають садові ділянки.

## Історія

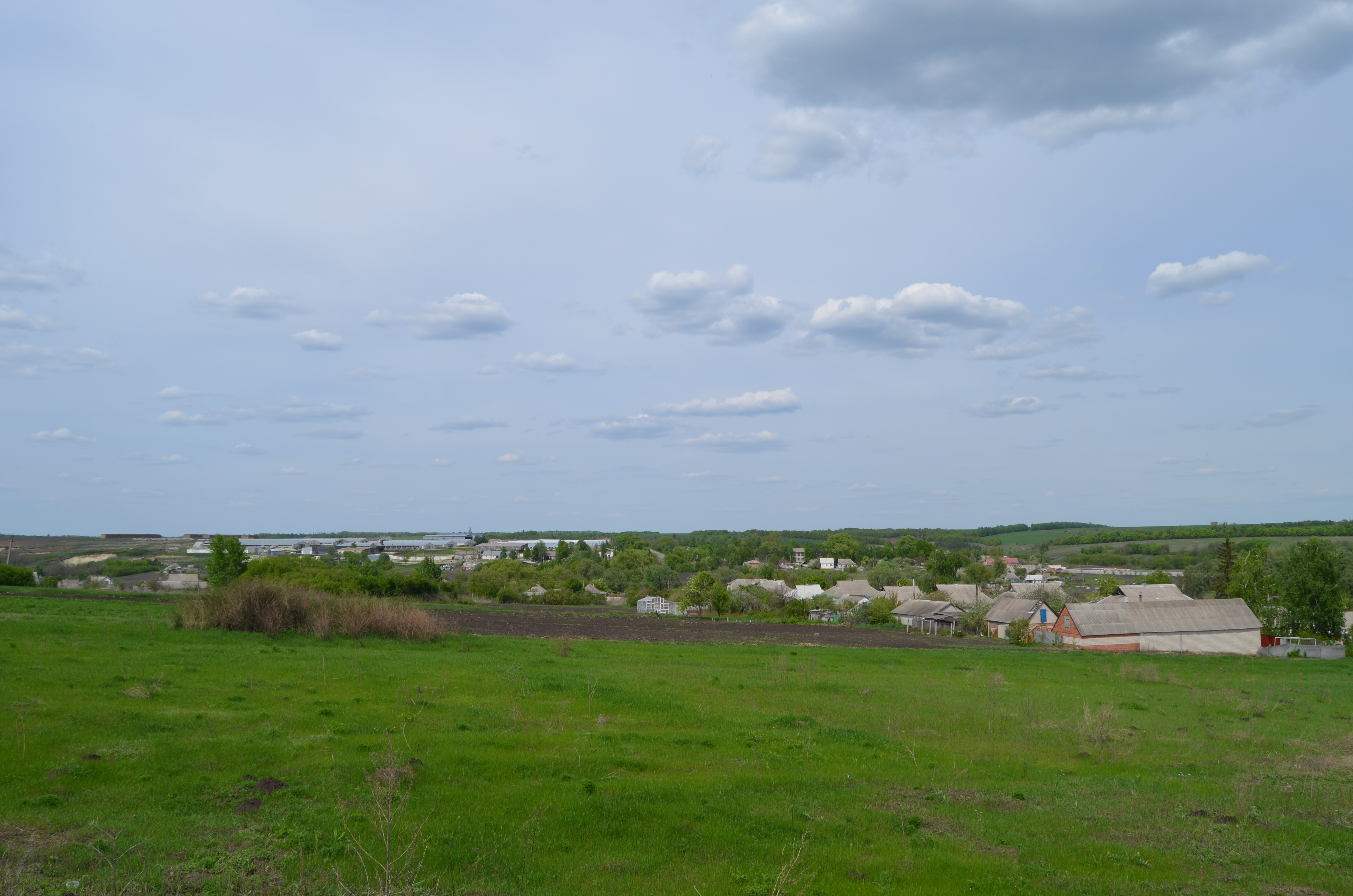
Шестаківські краєвиди

1720 рік — дата першої згадки села Непокрите.

Село на мапі 1730 року

За даними на 1864 рік у власницькому селі Непокрите Харківського повіту мешкало 1873 особи (920 чоловічої статі та 953 — жіночої), налічувалось 242 дворових господарства, існували православна церква, винокуренний та цегельний заводи.
Станом на 1914 рік село було центром Непокритянської волості, кількість мешканців зросла до 4135 осіб.
У травні 1920 року у селі відбулося повстання проти продрозкладки та зіткнення із загоном повітової продкомісії.
Село було оточене каральними загонами, яке 8 травня було захоплене штурмом.
1968 перейменовано на Шестакове на честь Героя Радянського Союзу капітана Михайла Денисовича Шестакова, що загинув у бою за село.
12 червня 2020 року, відповідно до розпорядження Кабінету Міністрів України № 725-р «Про визначення адміністративних центрів та затвердження територій територіальних громад Харківської області», село увійшло до складу Старосалтівської селищної громади.
19 липня 2020 року в результаті адміністративно-територіальної реформи та ліквідації Вовчанського району увійшло до Чугуївського району.
22 червня 2023 року рішенням №230 Національної комісії зі стандартів державної мови віднесено до списку населених пунктів, які «можуть не відповідати лексичним нормам української мови», зокрема стосуватися «російської імперської чи колоніальної політики». Громаді рекомендовано обґрунтувати доцільність збереження поточної назви або запропонувати нову назву в установленому законодавством порядку.

## Трагедія
Трагедія в селі Непокрите — терористична акція органів НКВС СРСР під час Другої світової війни, що сталося 18 жовтня 1941 р. Оперуповноважений НКВС віддав наказ спалити живцем в замкненому сараї в селі Непокрите (Шестакове) цивільних громадян, заарештованих перед наступом німецьких військ на Харків. Серед спалених живцем український поет Володимир Свідзінський, вчений Тимофій Таранець, поети Сорока Олександр Мусійович, Введенський Олександр Іванович та ін.
"Прибули в село Непокрите і побачили там страшну картину: згорілий величезний корівник і гори понівечених вогнем трупів, які догорали. Селяни розповідали, що корівник підпалили з чотирьох боків, він був закритий, і нікому не дали вийти, а тих, кому вдавалося вибратися, пристрілювали. Почали розтягувати крюками трупи, щоб закопати. Були ще живі, страшно обгорілі. Конвоїри намагалися добити прикладами, але люди не давали, жінки кричали: "Живий, живий! Залиште! «Перенесли в порожню хату. Дивитися було страшно — на всьому тілі суцільні пухирі, страждали жахливо, залишили з ними солдата, мене і ще одну жінку. Медикаментів не було, лікувати нічим. Пробули ми так днів п'ять. Після прибув ще етап (теж інтелігенція). Німці наступали, і нас повели далі. Обгорілих кинули, селянки розібрали їх по сусідніх оселях. Напевно, всі повмирали. Навіщо спалили людей? Щоб позбутися, щоб менше було тягнути, годувати».
Письменник Дмитро Нитченко згадував: «По дорозі до Куп'янська НКВД гнало триста в'язнів з харківської в'язниці. Було надвечір. Проходячи повз стіг соломи, енкаведисти звеліли заарештованим взяти по оберемку соломи, бо, мовляв, доведеться ночувати в клуні, що стояла недалеко попереду. Всі взяли соломи, щоб було на чому спати. Після тяжкої й голодної дороги люди міцно поснули, лише одиниці лежали й думали про свою гірку долю, про залишені родини. Дехто з них був заарештований уже тоді, коли німці наблизились до Харкова.
Було вже за північ, коли енкаведисти, що вартували клуню ззовні, підпалили її з усіх боків. Полум'я швидко охопило споруду. Задихаючись від диму, в'язні зчинили страшний крик, кинулися до обох воріт чи високих дверей, але вони були з обох боків міцно підперті й замкнуті. Коли полум'я охопило клуню, частина в'язнів задихнулась від диму й гинула, але решта кинулась до воріт і так натиснула, що вони почали тріщати і зрештою розламалися. Енкаведисти відкрили вогонь з автоматів. Майже всі, що вирвалися з клуні, полягли від куль енкаведистів. Лише кілька щасливих урятувалися втечею. Один з них був ректор Харківського університету Рибалов, який і розповів про цей жах на сторінках харківського часопису „Нова Україна“.»
З-поміж тих, хто зміг врятуватися, був співак Микиша Михайло Венедиктович, вдалося врятуватися.

## Населення

### Мова
Розподіл населення за рідною мовою за даними перепису 2001 року:
| Мова       | Відсоток |
| ---------- | -------- |
| українська | 88,75%   |
| російська  | 11,09%   |
| румунська  | 0,16%    |

## Економіка
- У селі є молочно-товарна і свинно-товарна ферми.
- «Шестакове», сільськогосподарське ТОВ.
- «Агросвіт», ТОВ.
- У селі функціонує Шестаківська загальноосвітня школа І-ІІІ ст.

## Люди
В селі народився Комашка Антон Михайлович (1897—1970) — український радянський художник і мистецтвознавець.

## Галерея

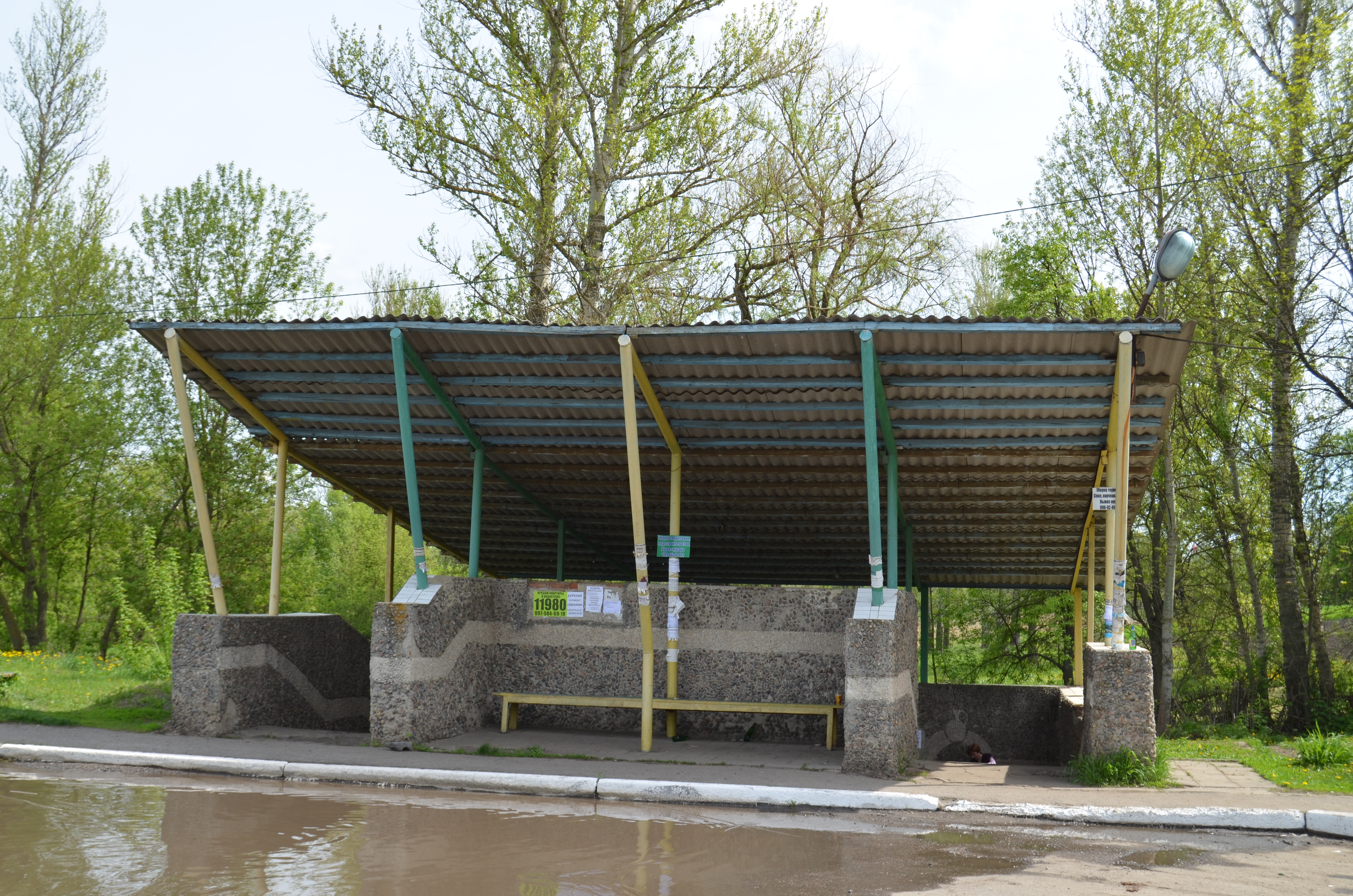
Джерело
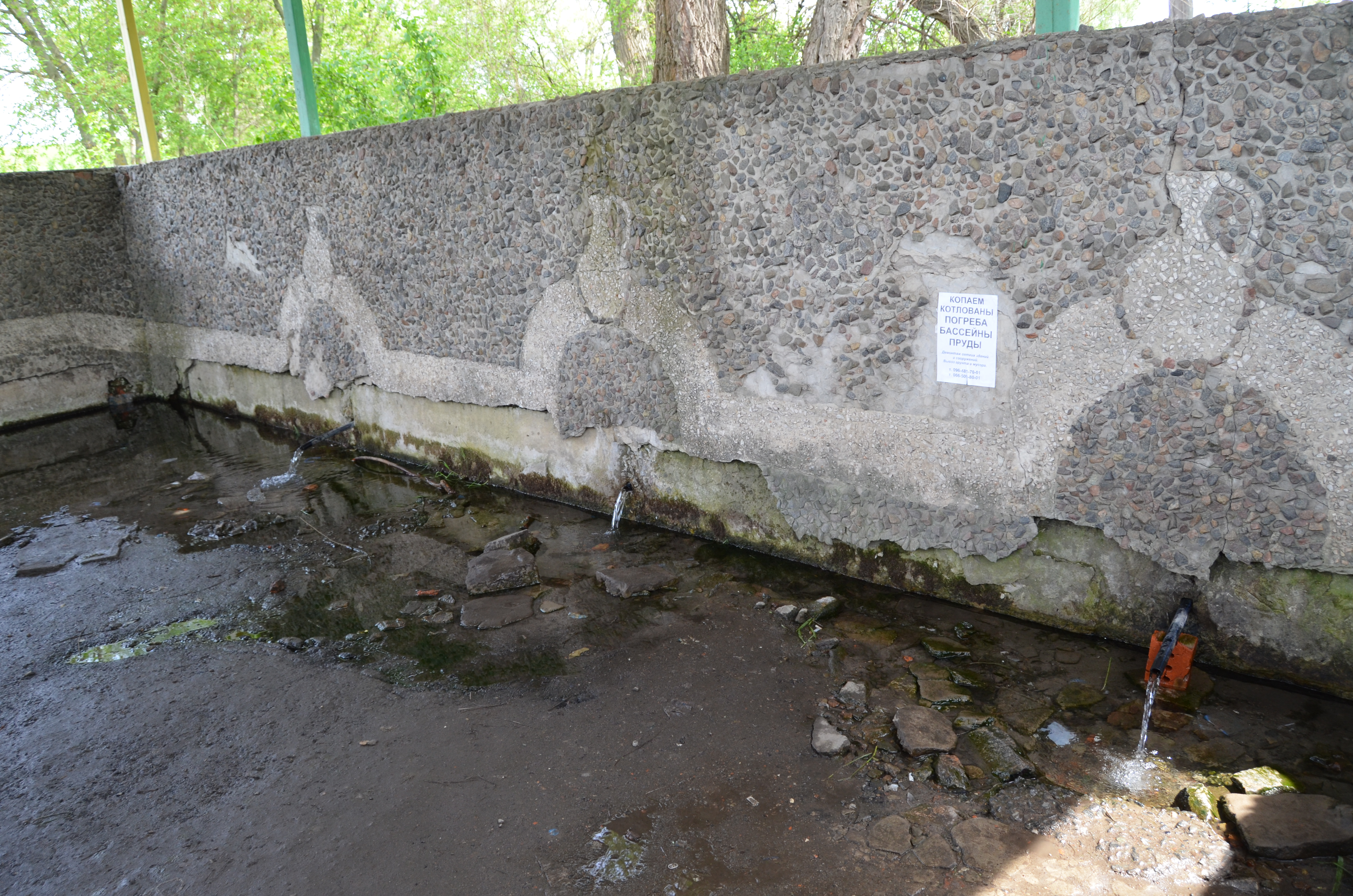
Джерело
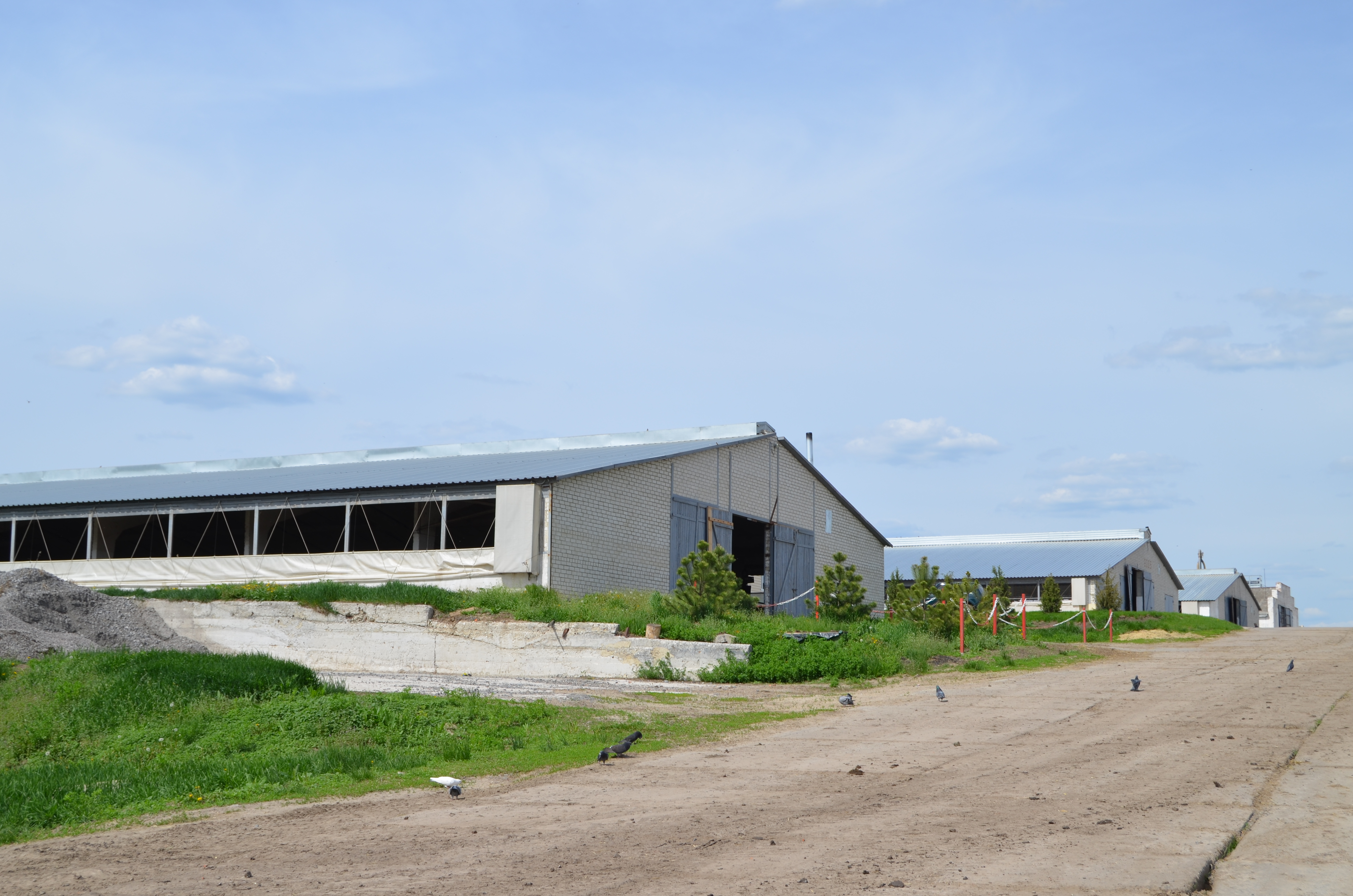
Корівники
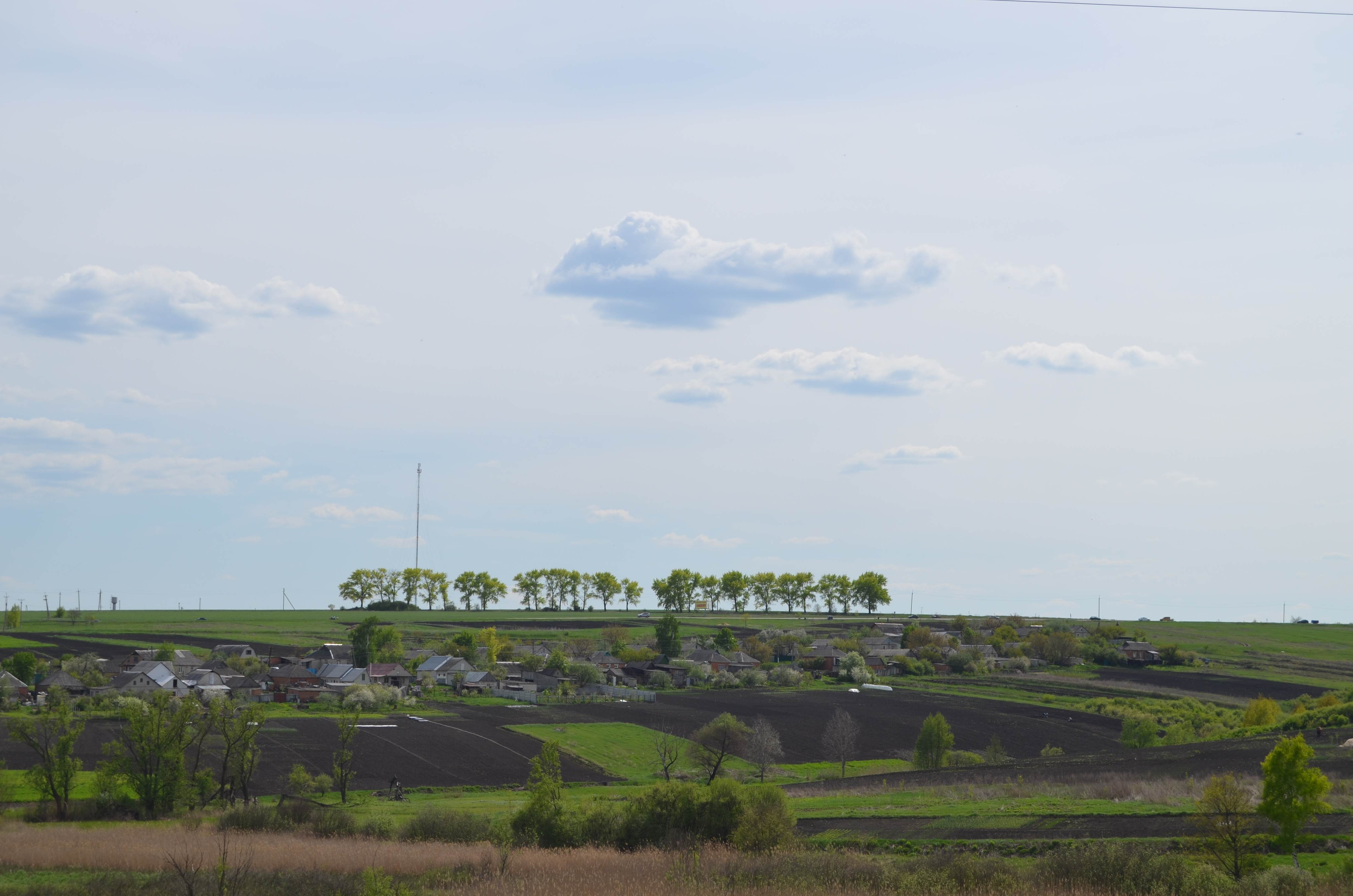
Вид із села на шосе
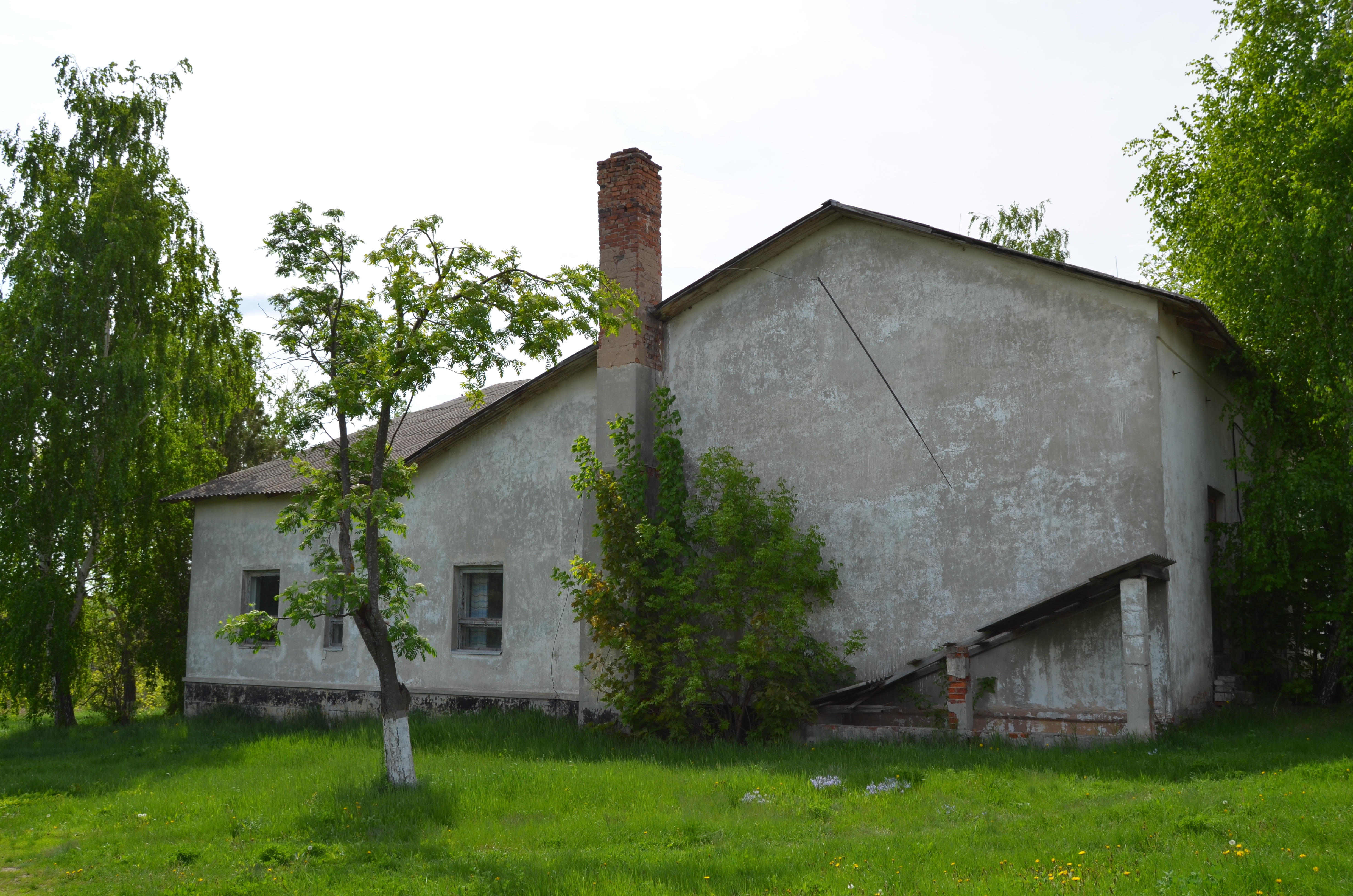
Будинок культури
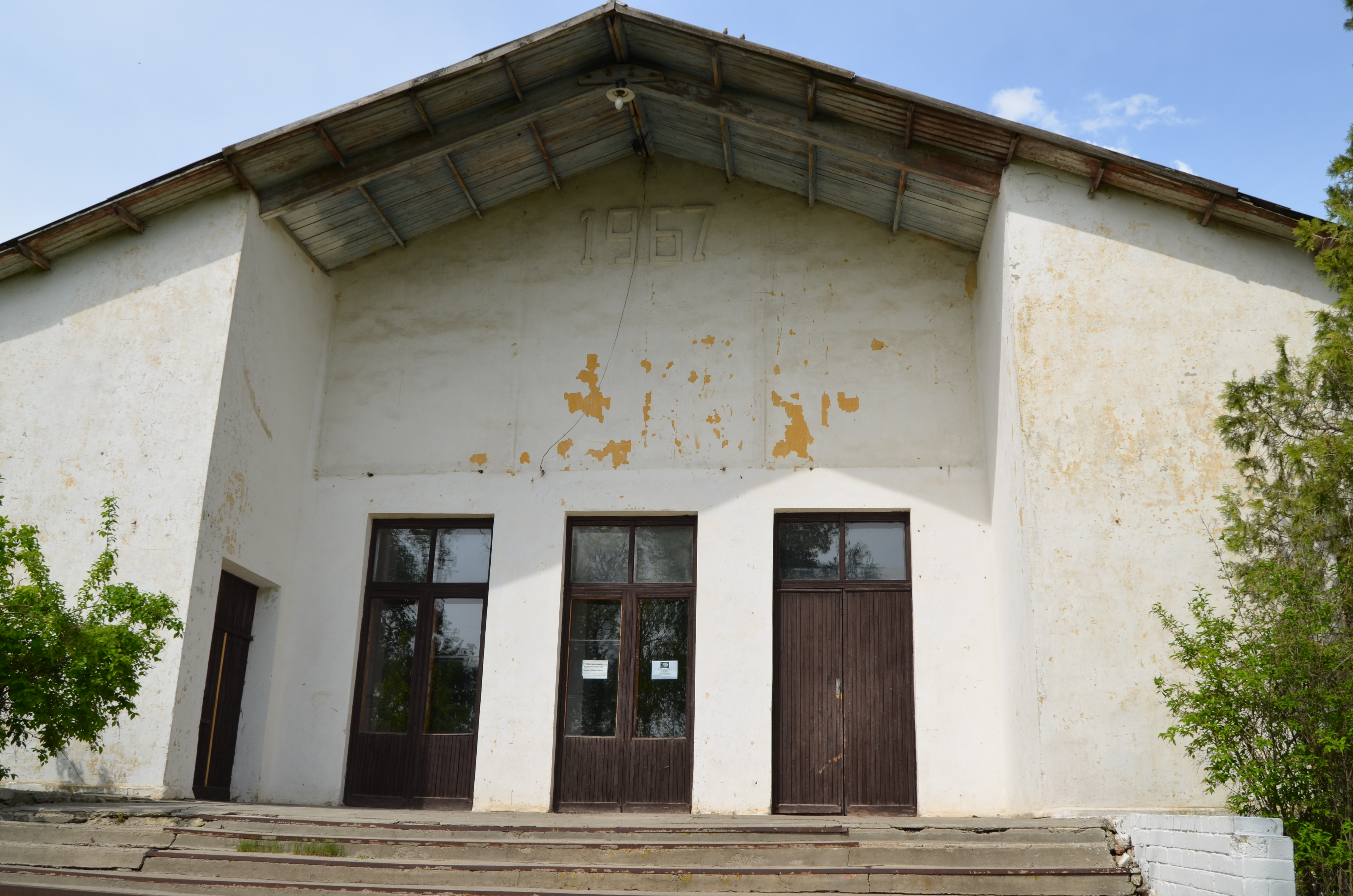
Будинок культури
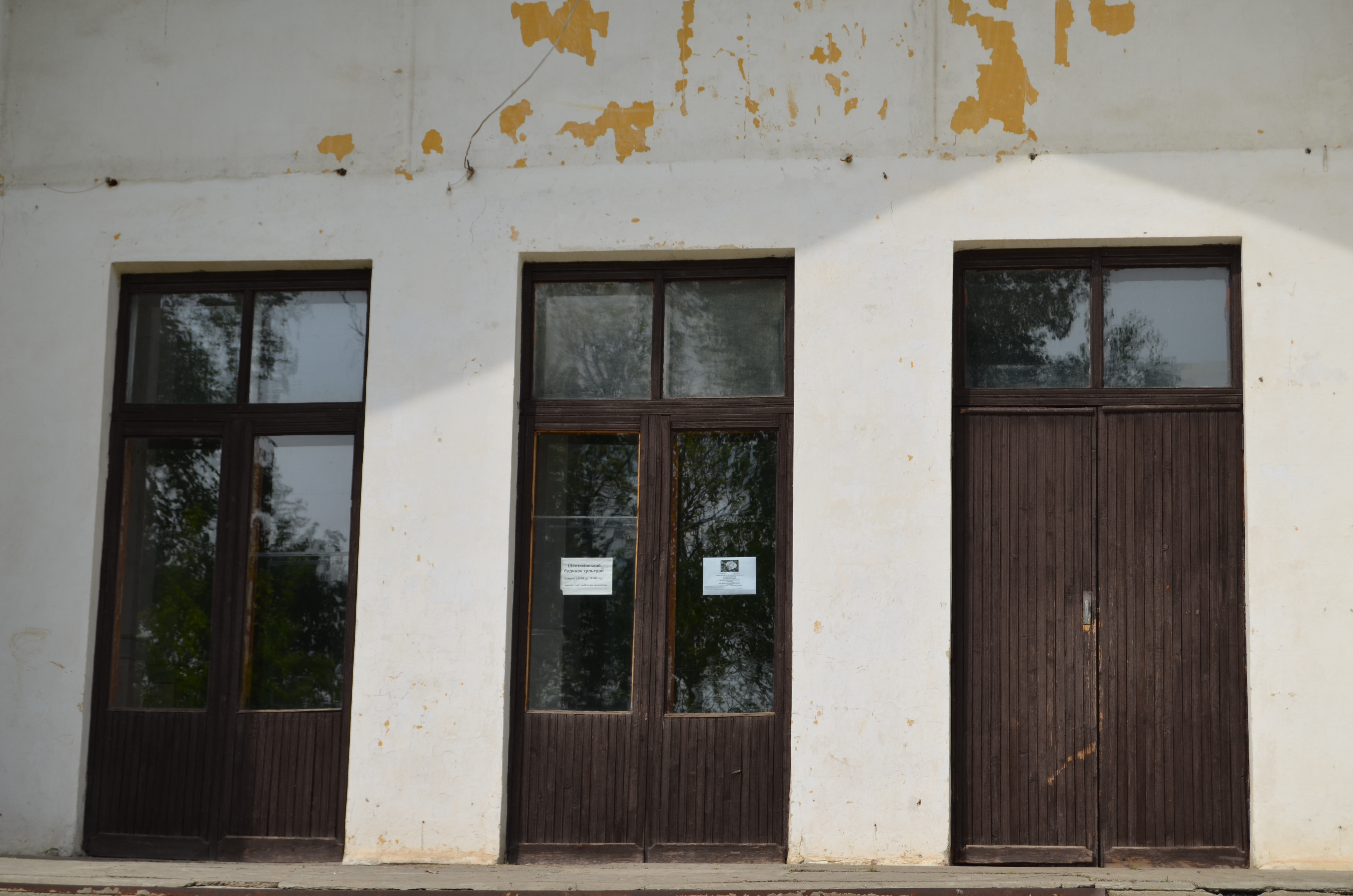
Будинок культури
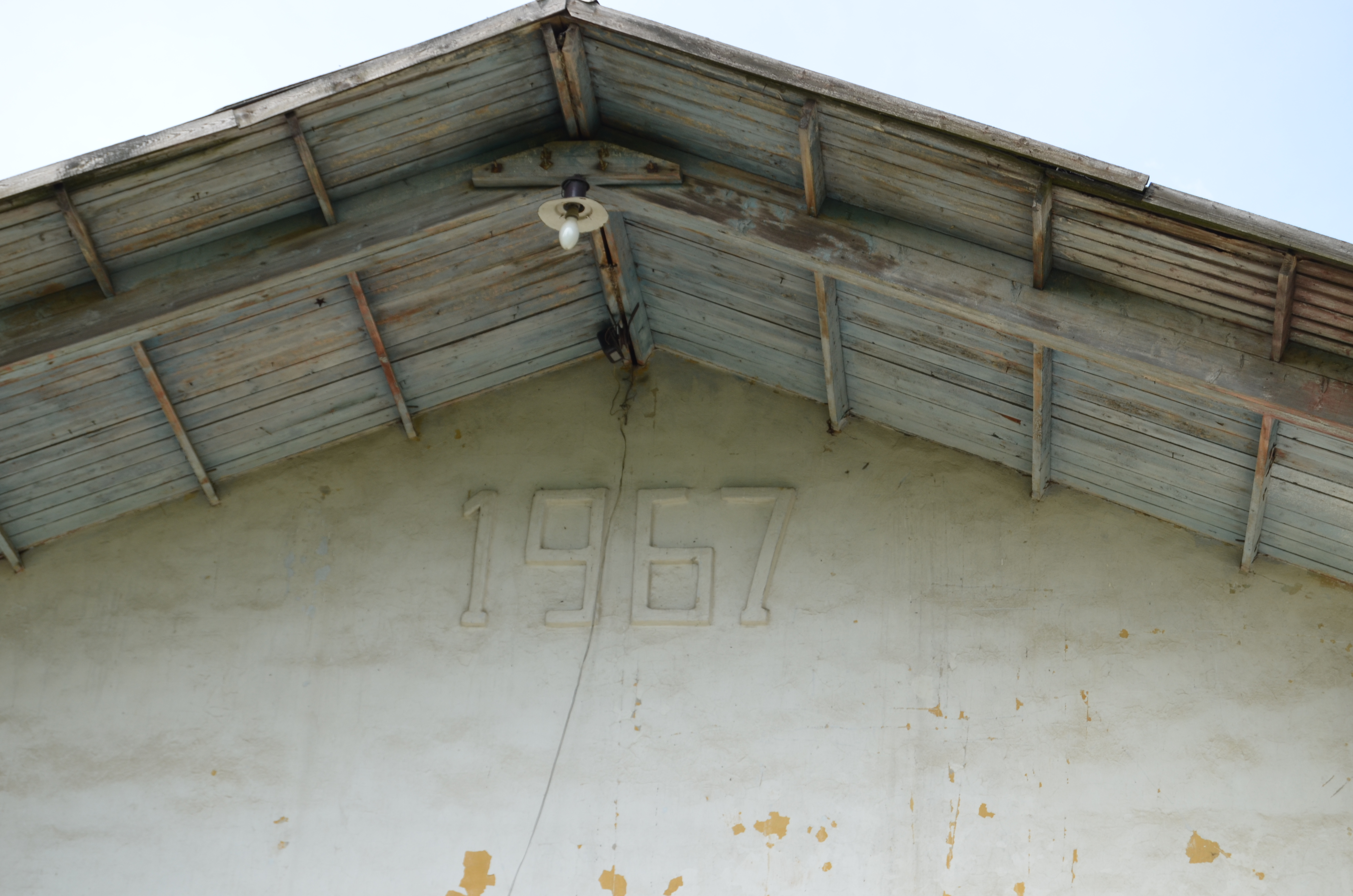
Будинок культури
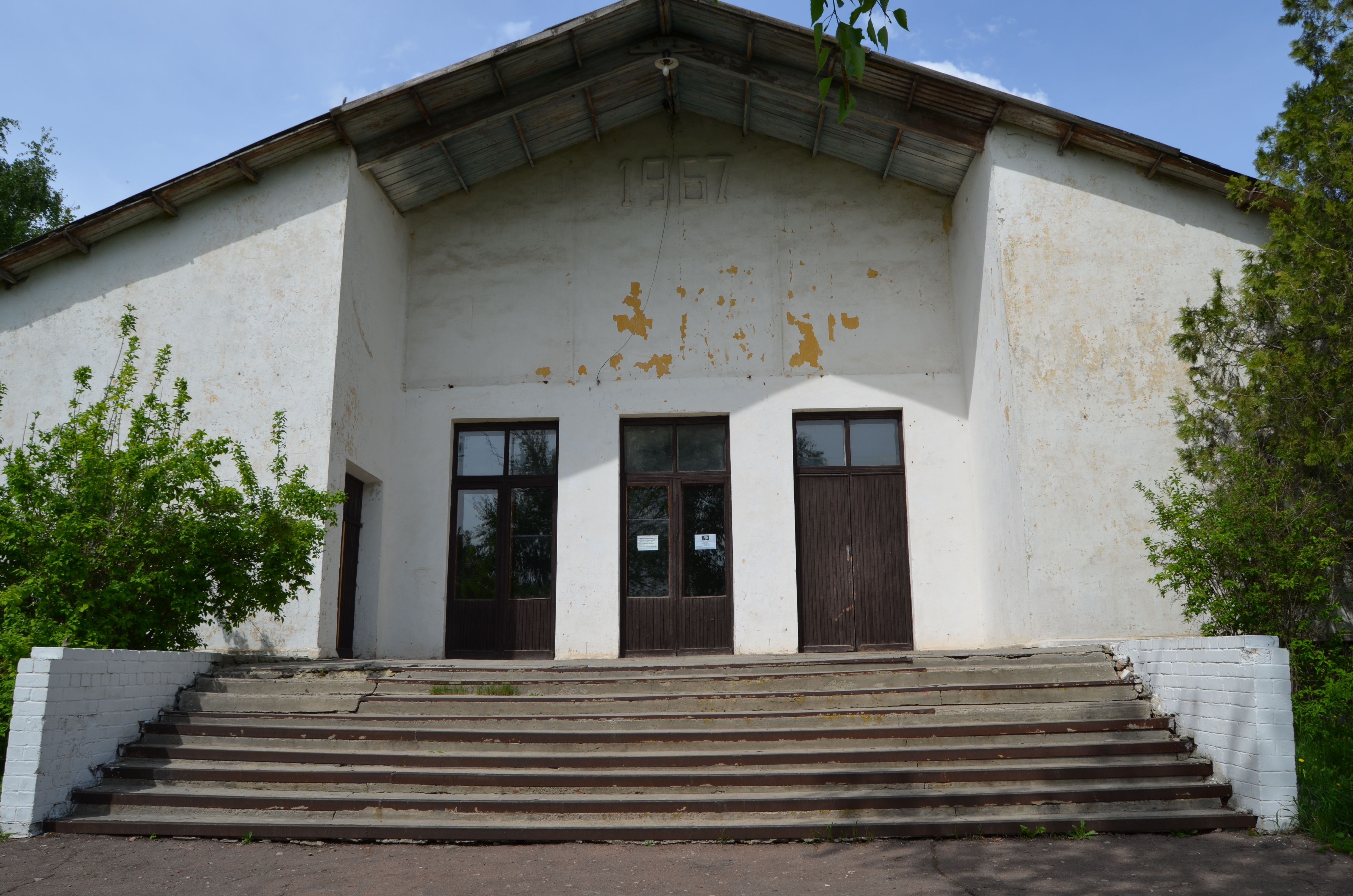
Будинок культури
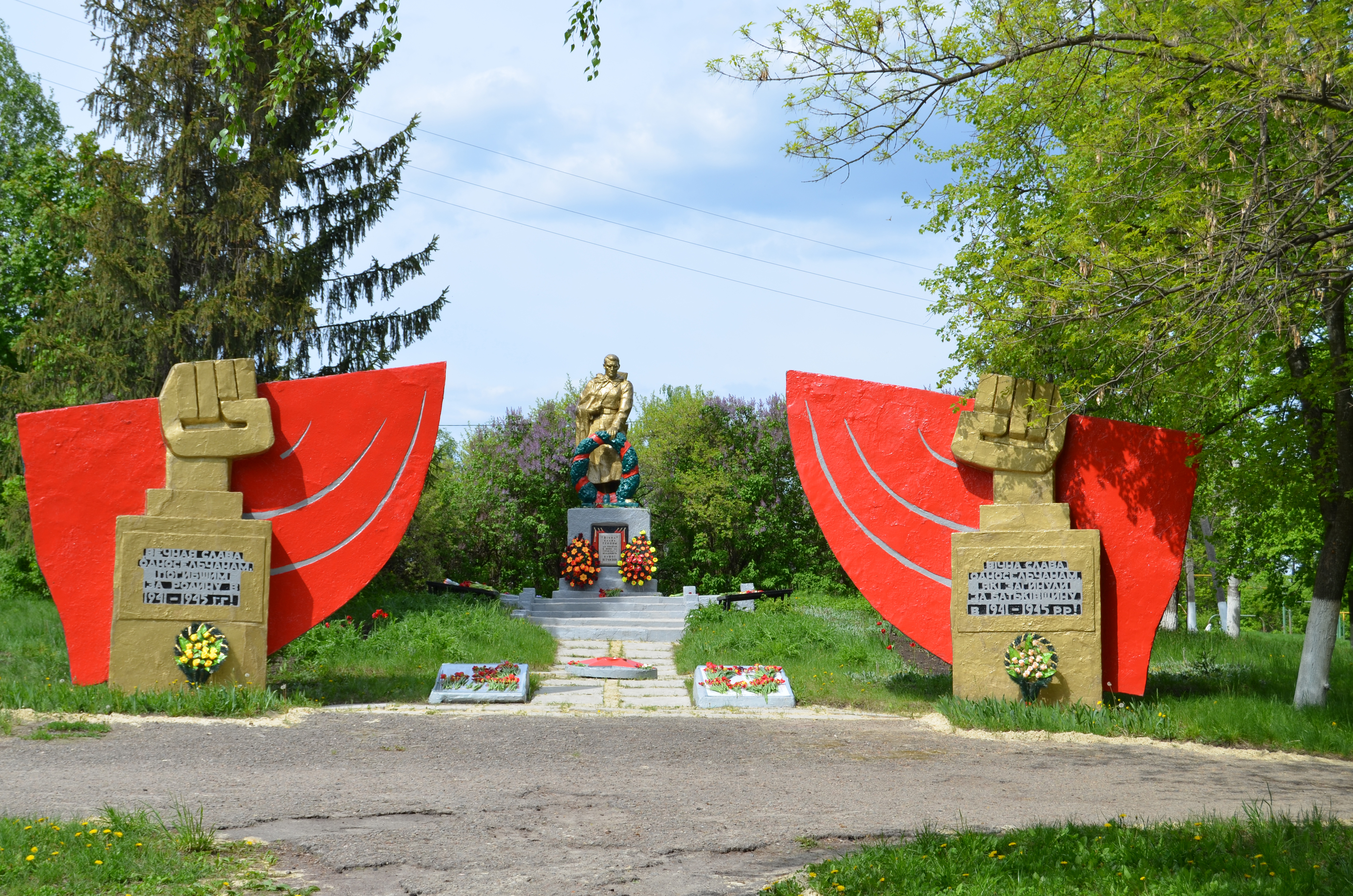
Пам'ятник односільчанам загинувшим за Батьківщину
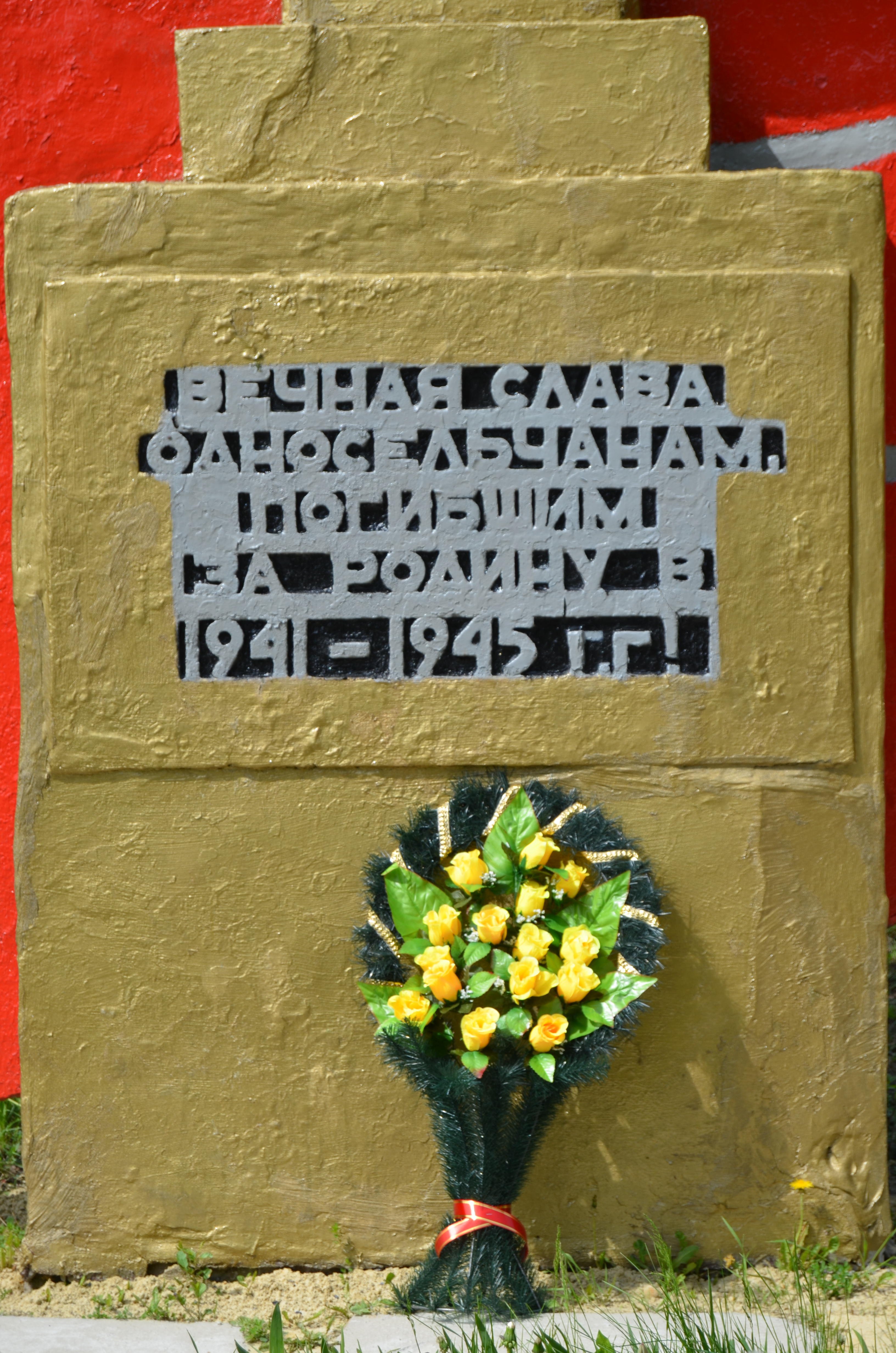
Пам'ятник односільчанам загинувшим за Батьківщину
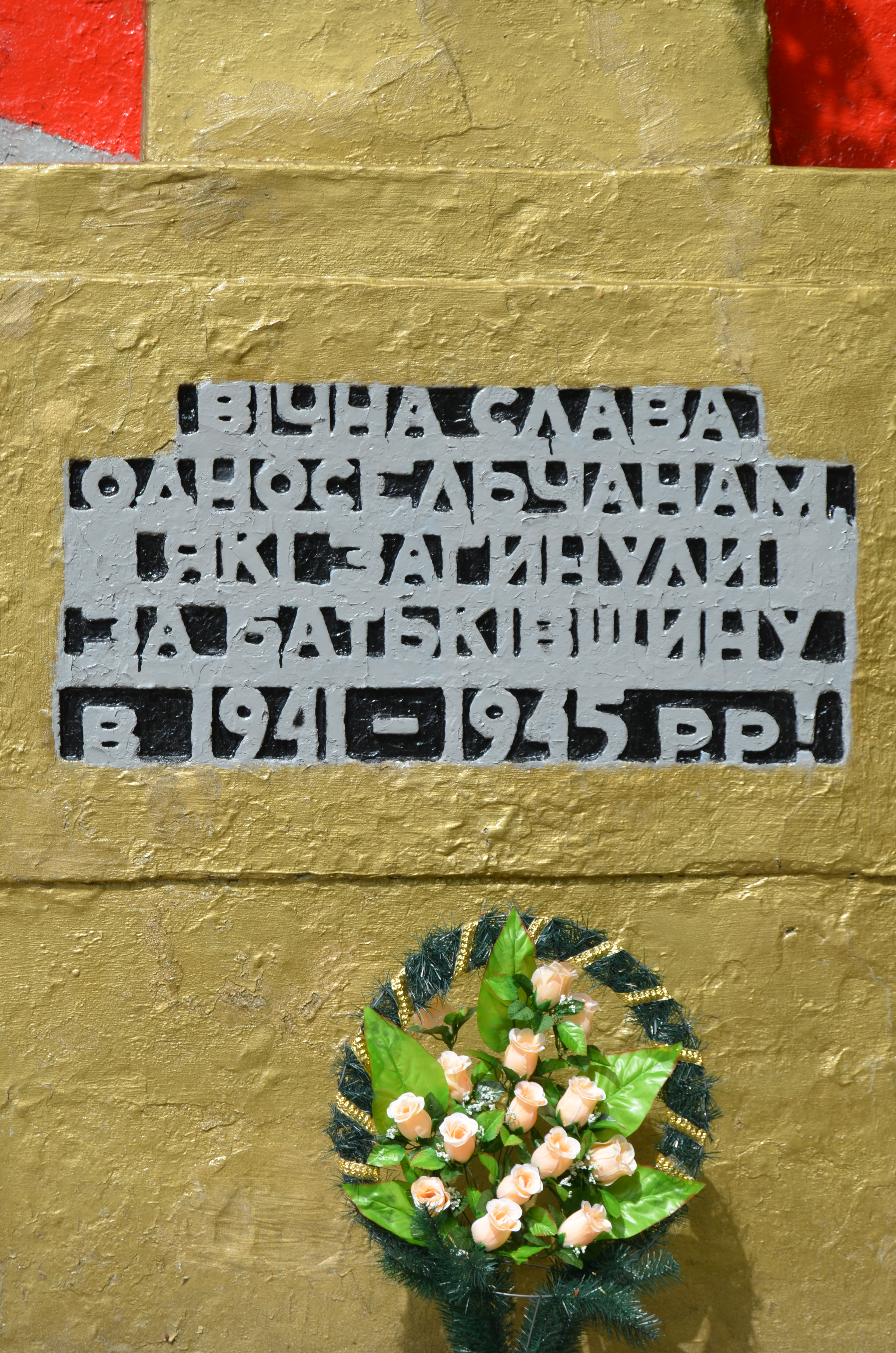
Пам'ятник односільчанам загинувшим за Батьківщину
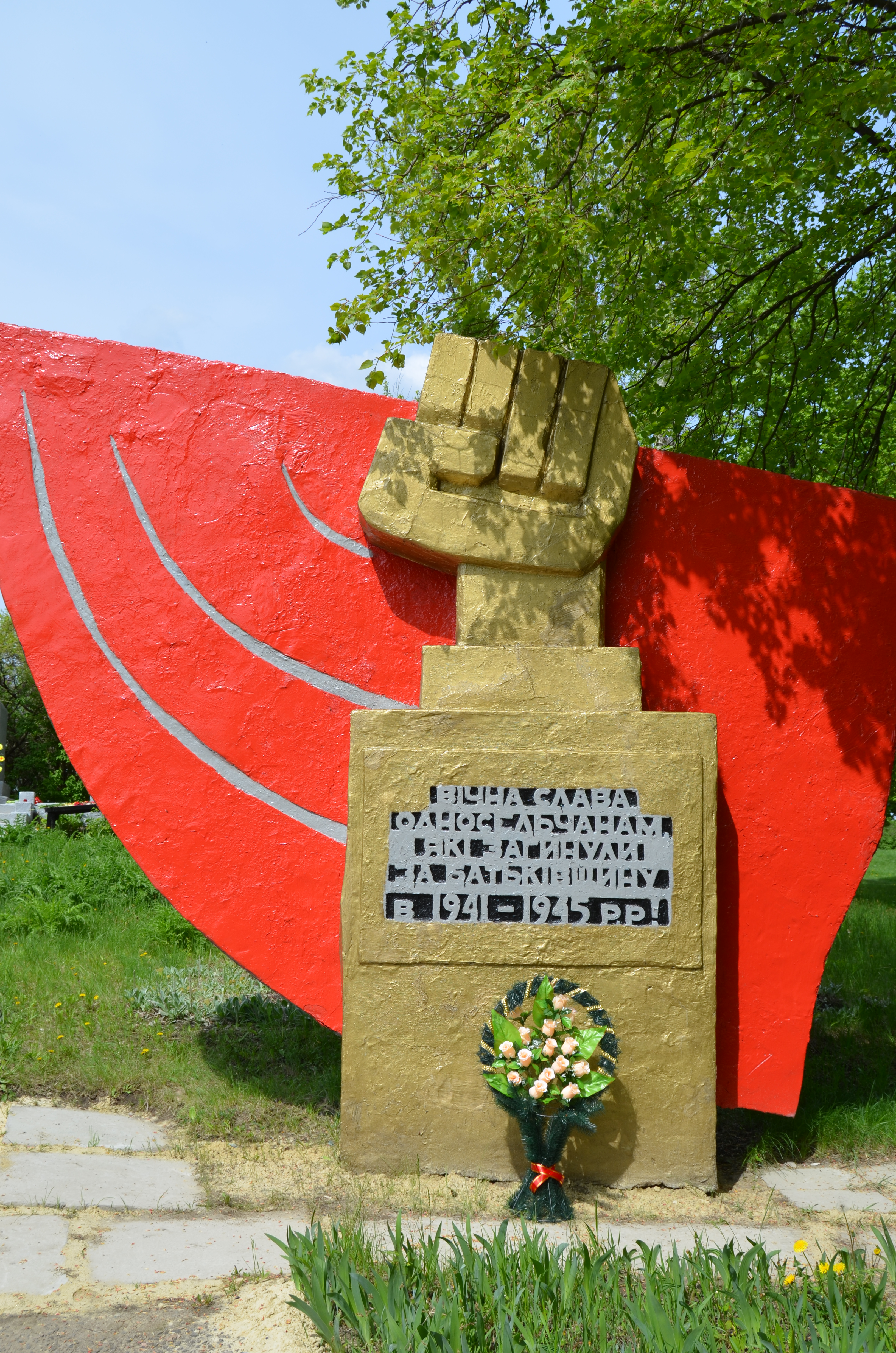
Пам'ятник односільчанам загинувшим за Батьківщину
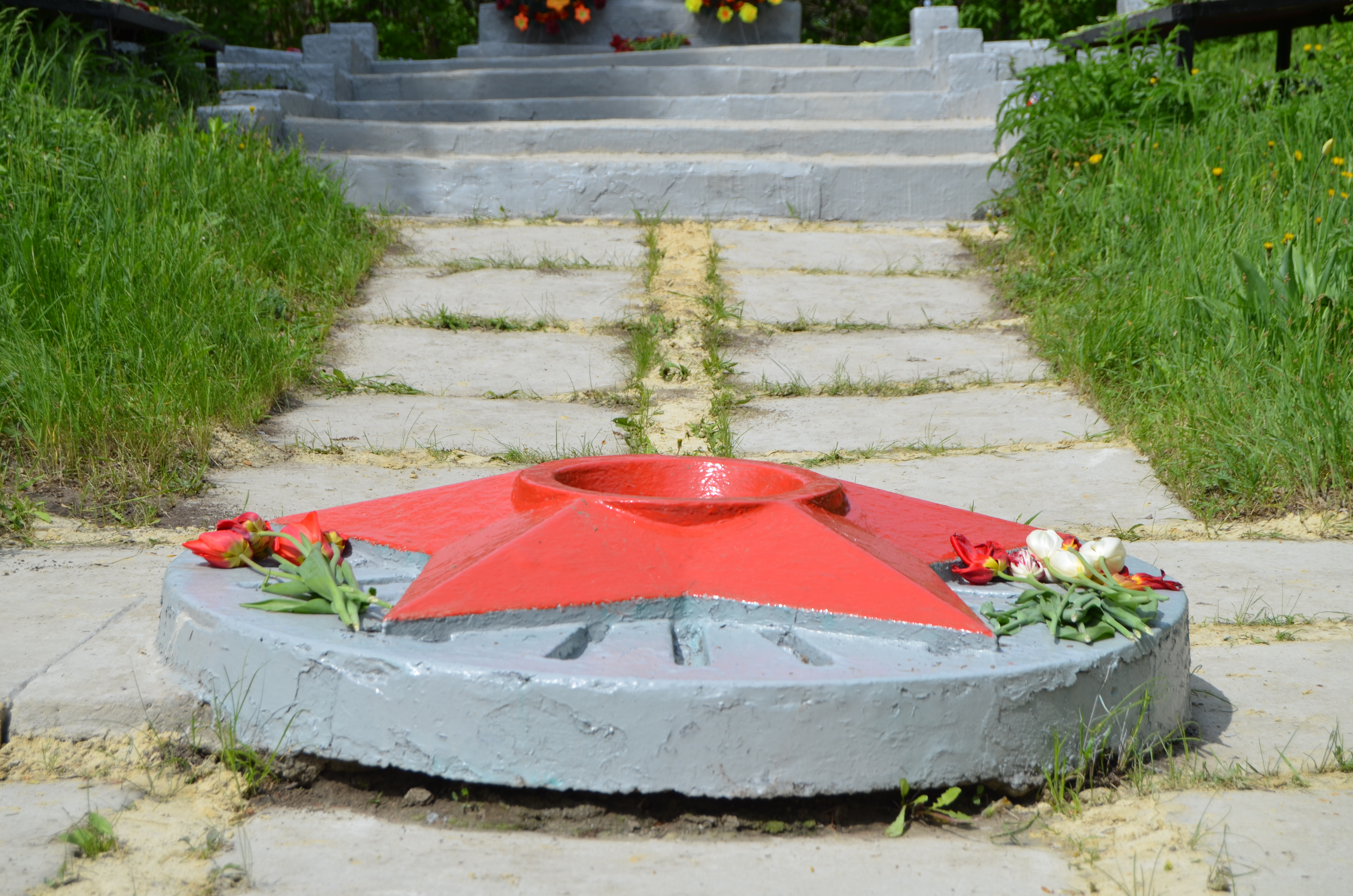
Пам'ятник односільчанам загинувшим за Батьківщину
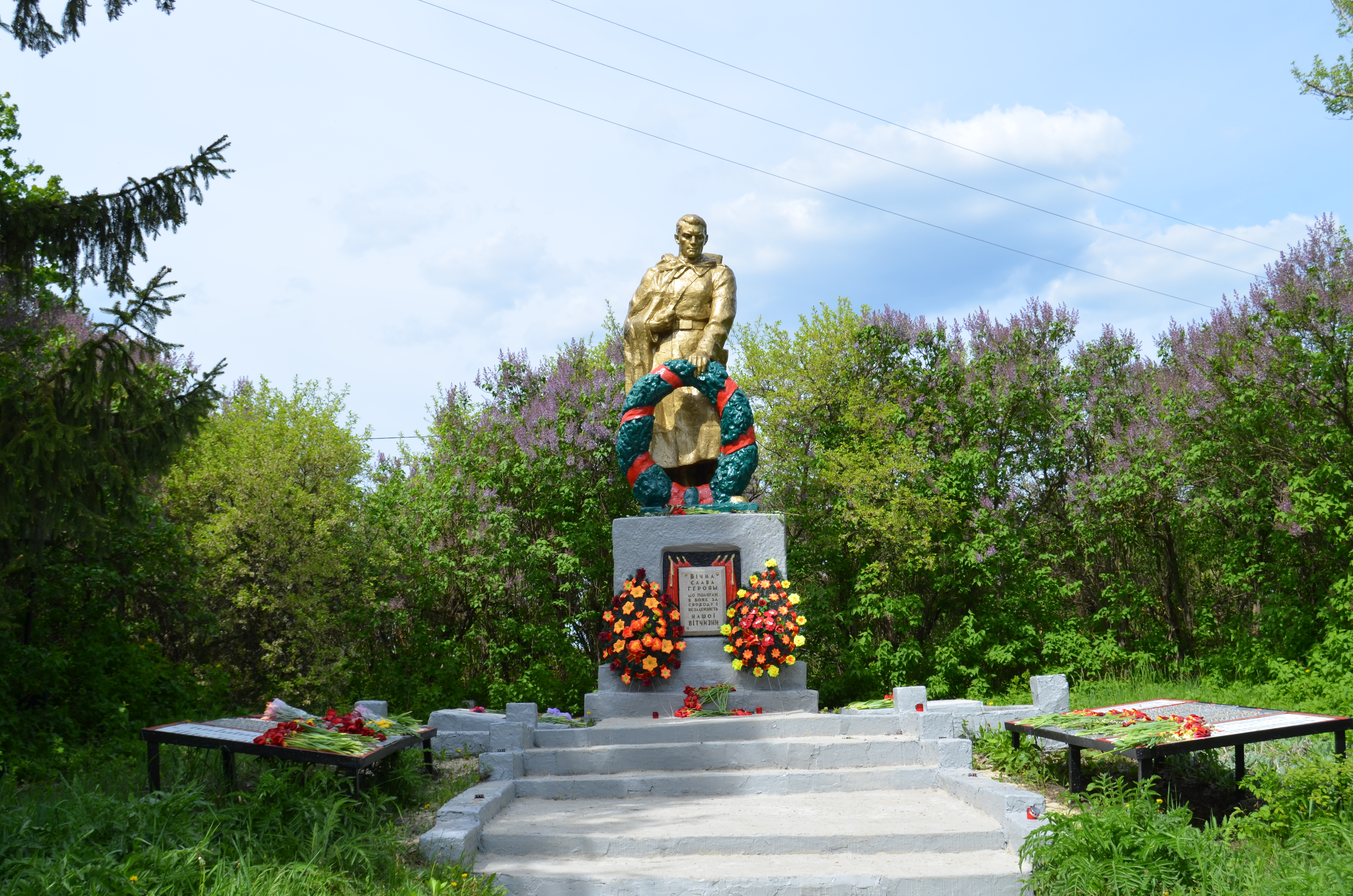
Пам'ятник односільчанам загинувшим за Батьківщину
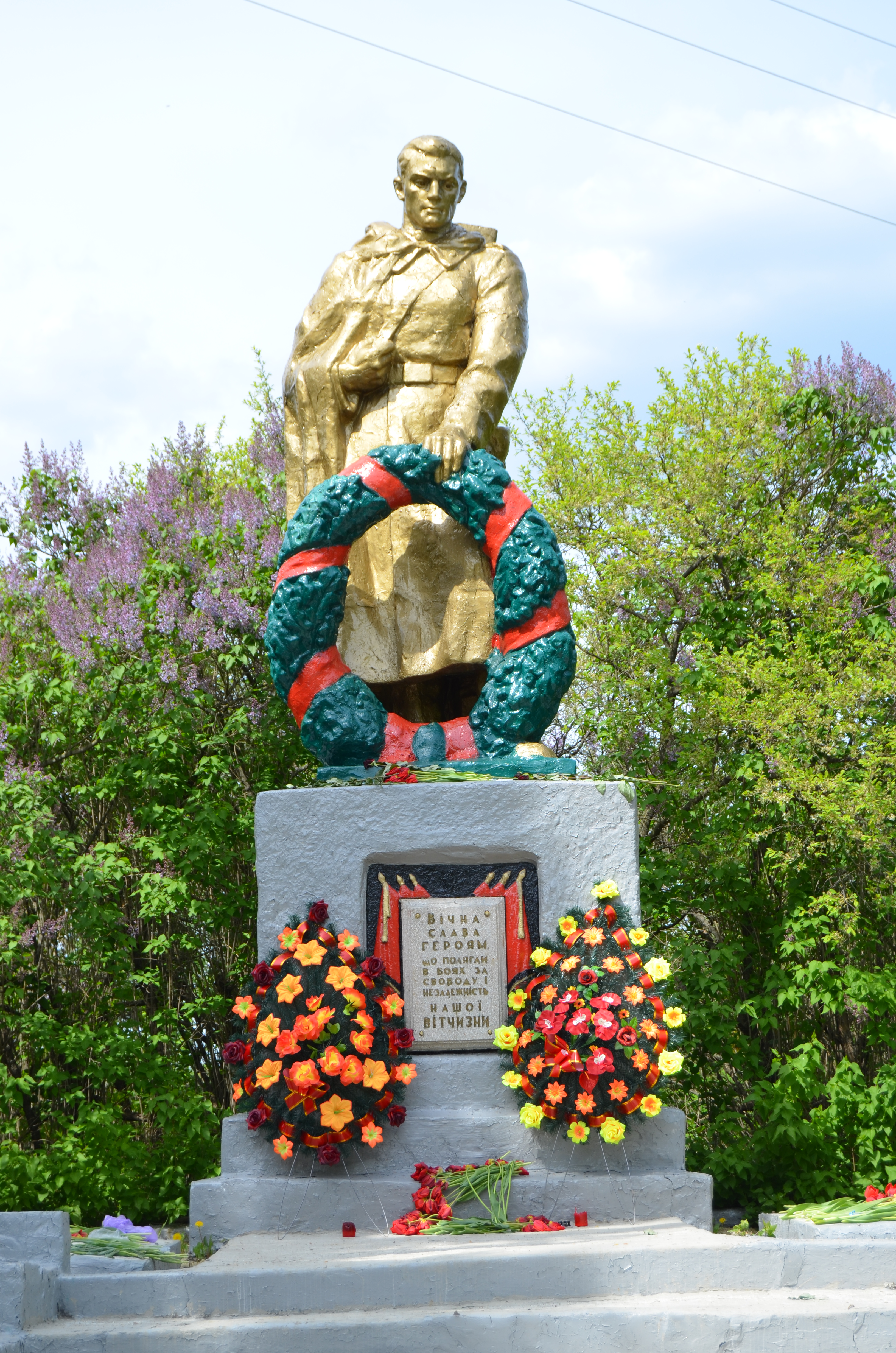
Пам'ятник односільчанам загинувшим за Батьківщину
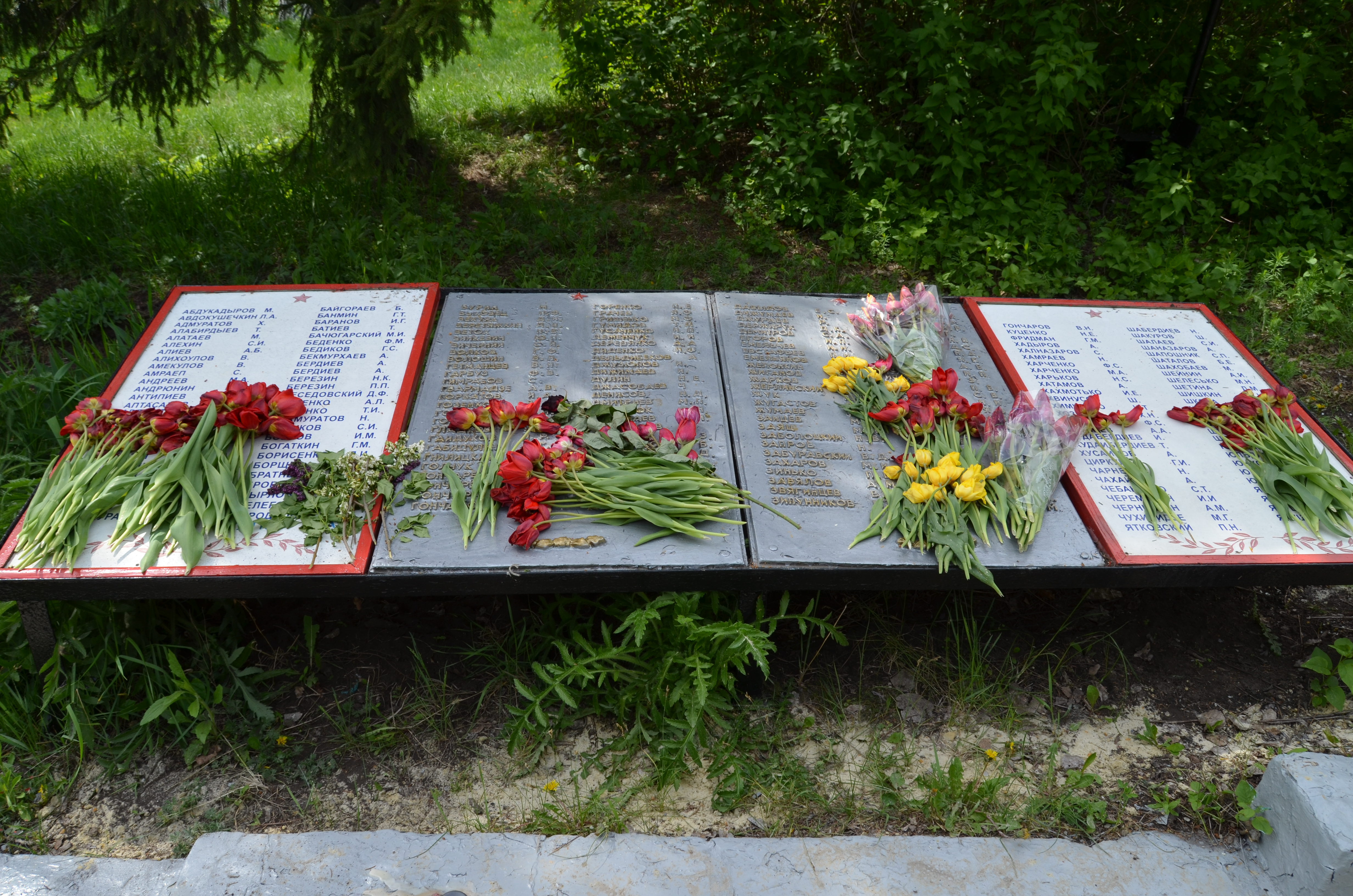
Пам'ятник односільчанам загинувшим за Батьківщину
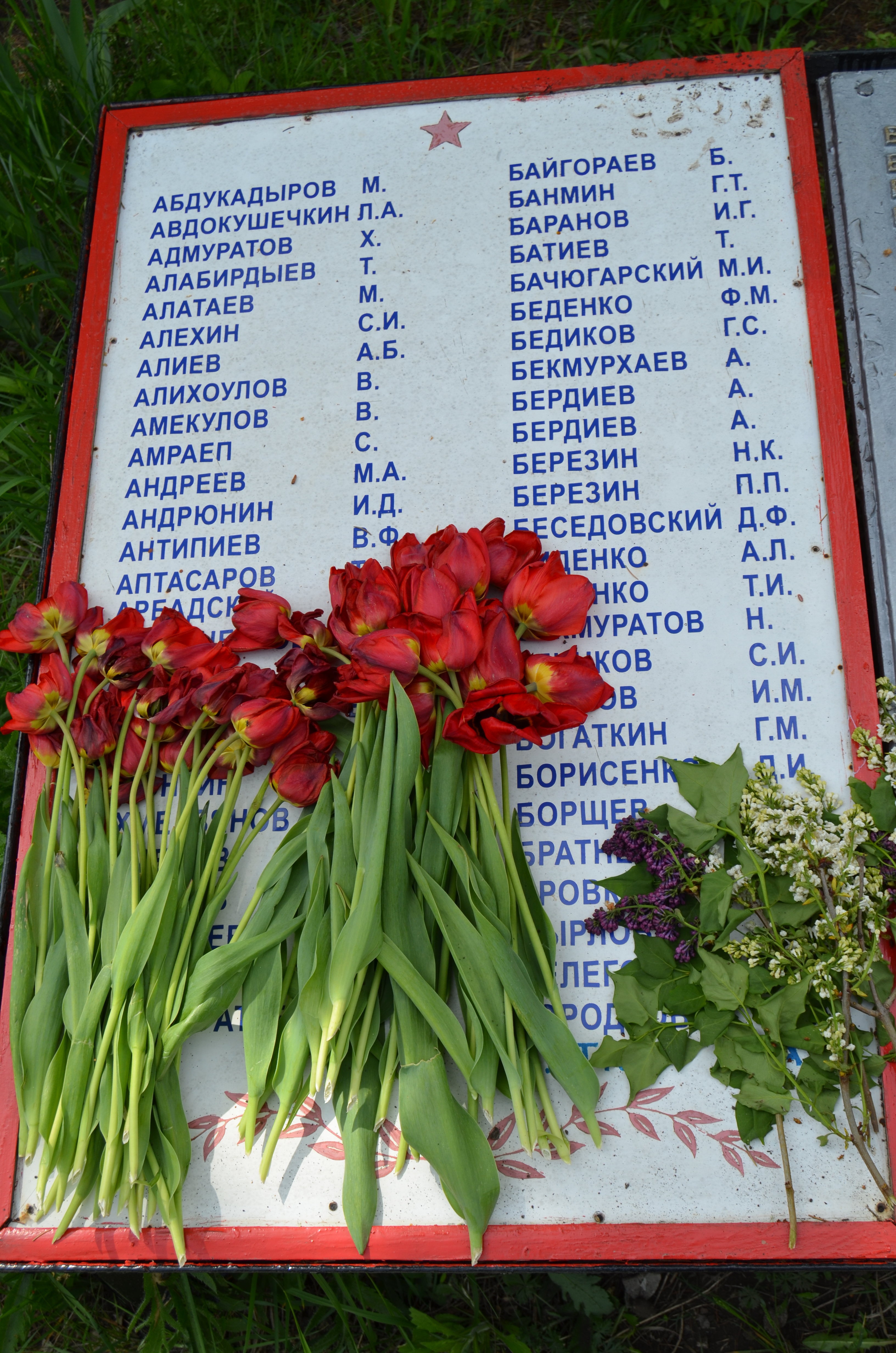
Пам'ятник односільчанам загинувшим за Батьківщину
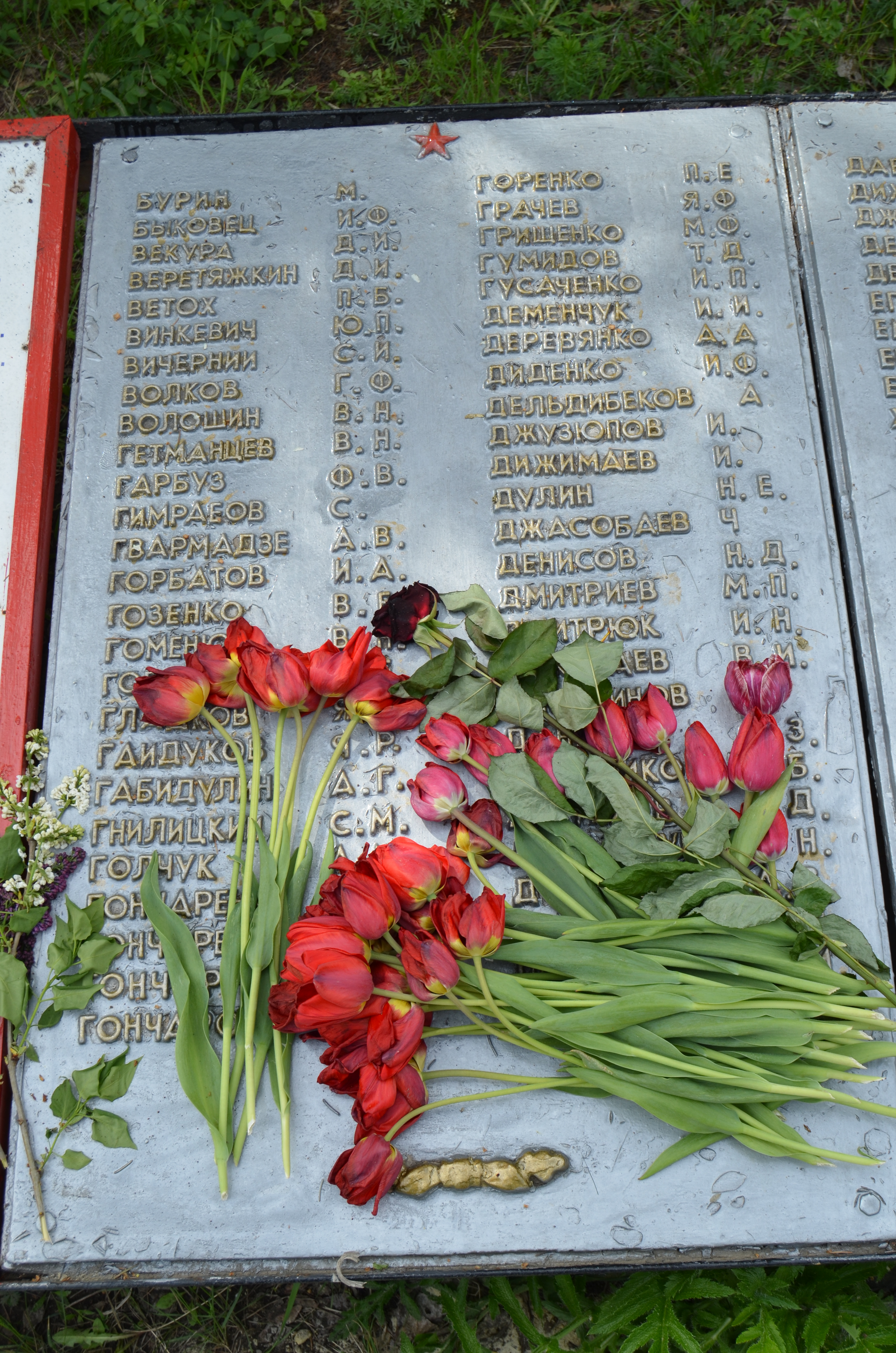
Пам'ятник односільчанам загинувшим за Батьківщину
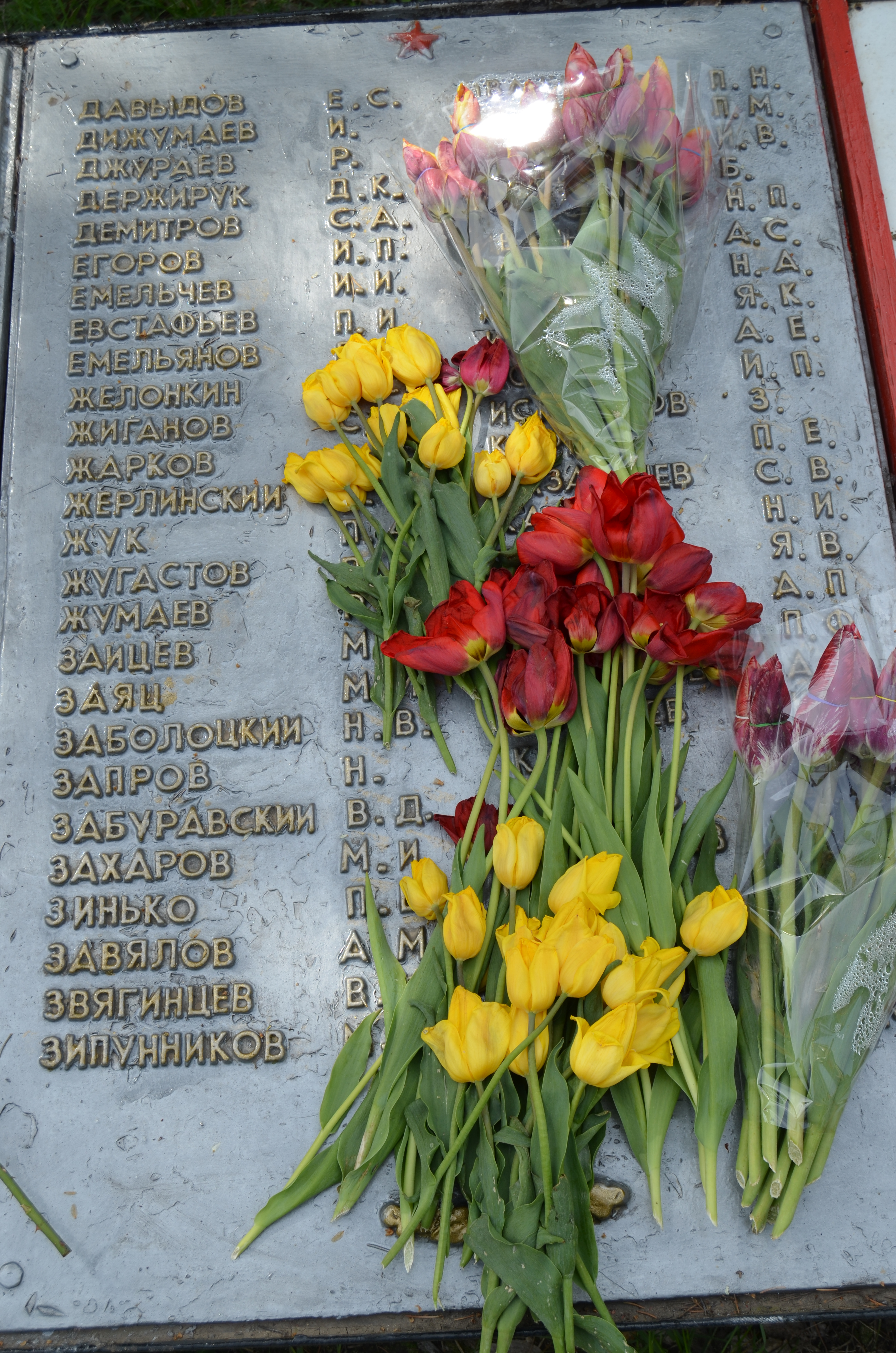
Пам'ятник односільчанам загинувшим за Батьківщину
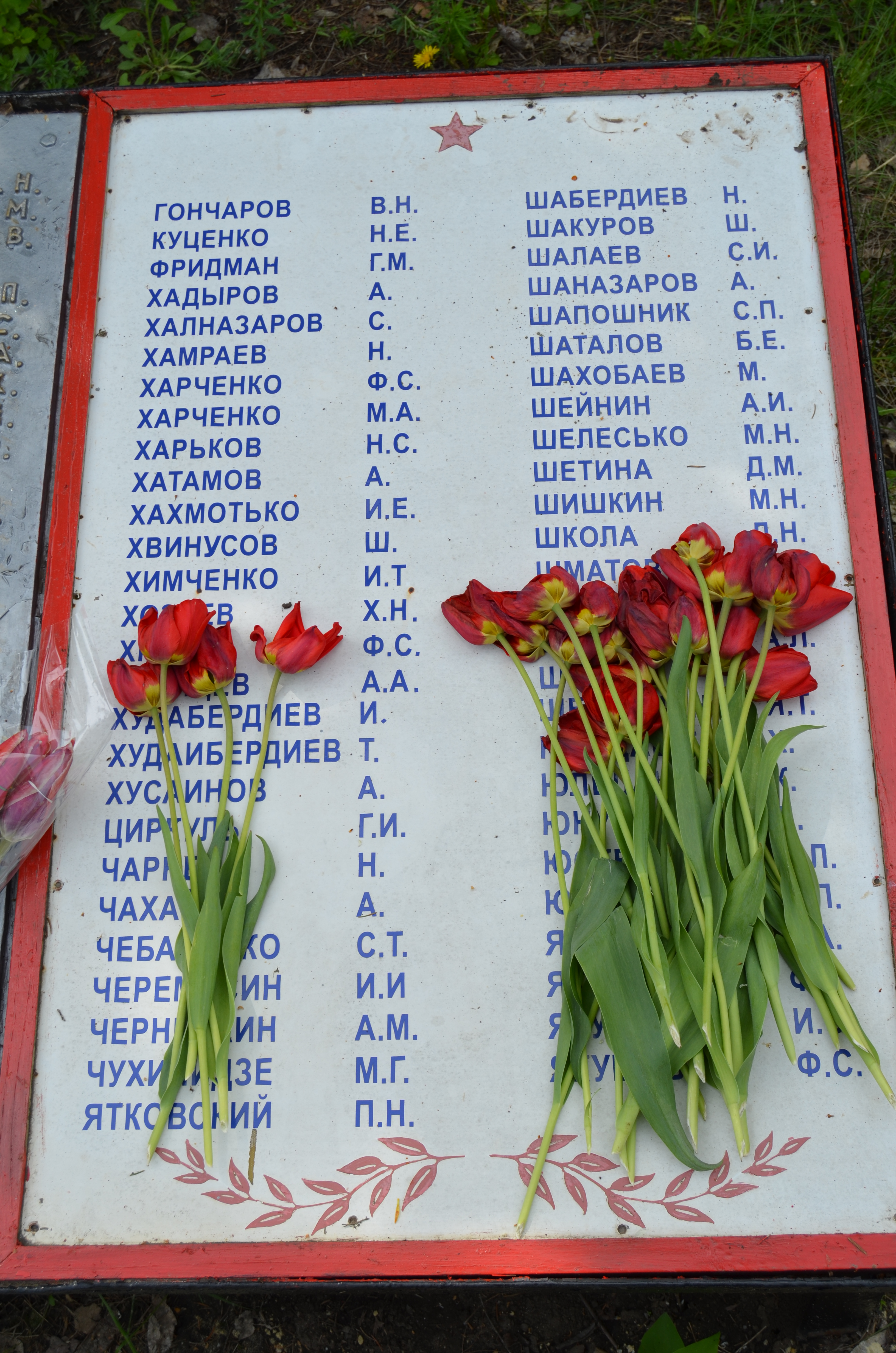
Пам'ятник односільчанам загинувшим за Батьківщину
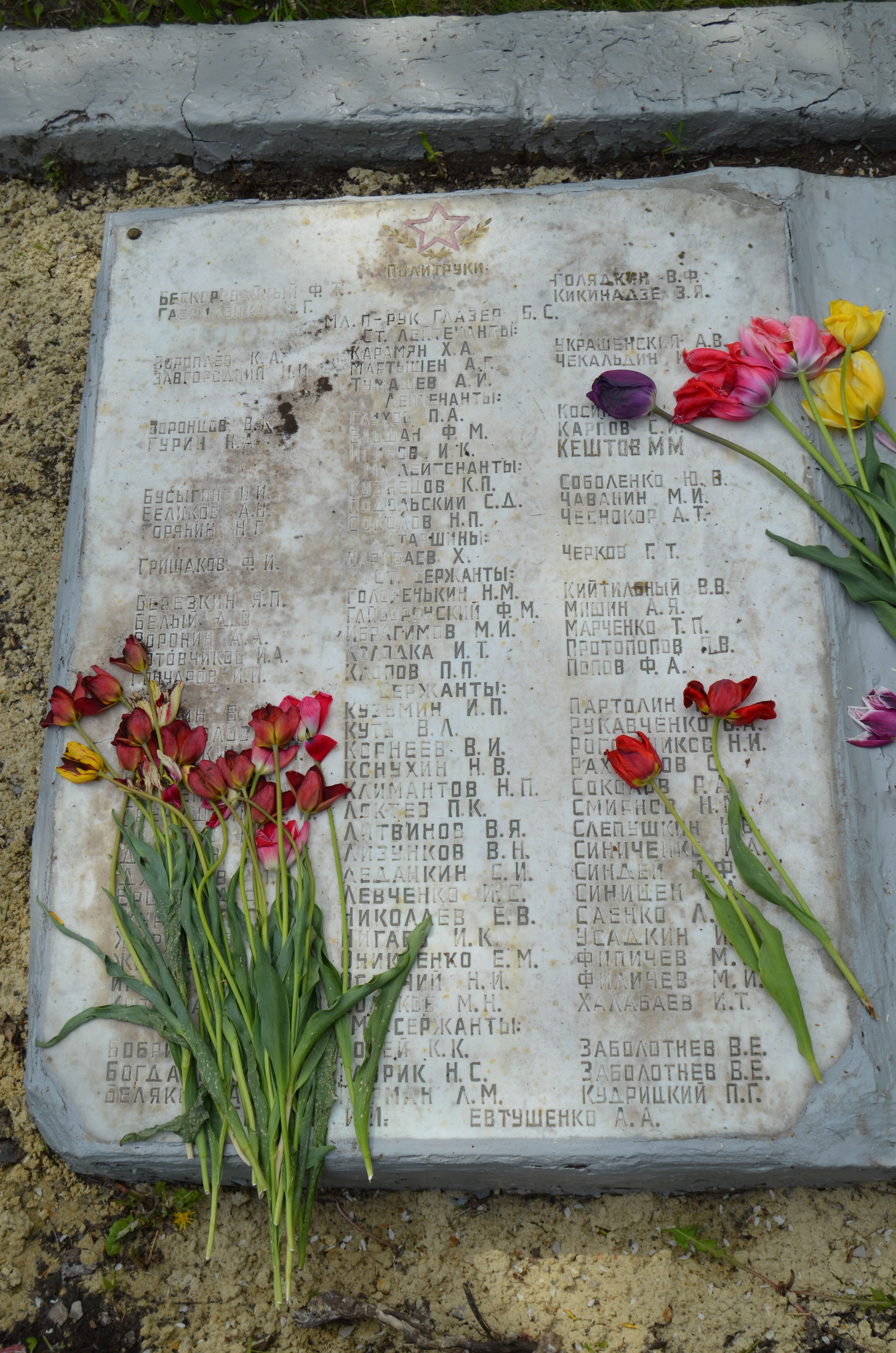
Пам'ятник односільчанам загинувшим за Батьківщину
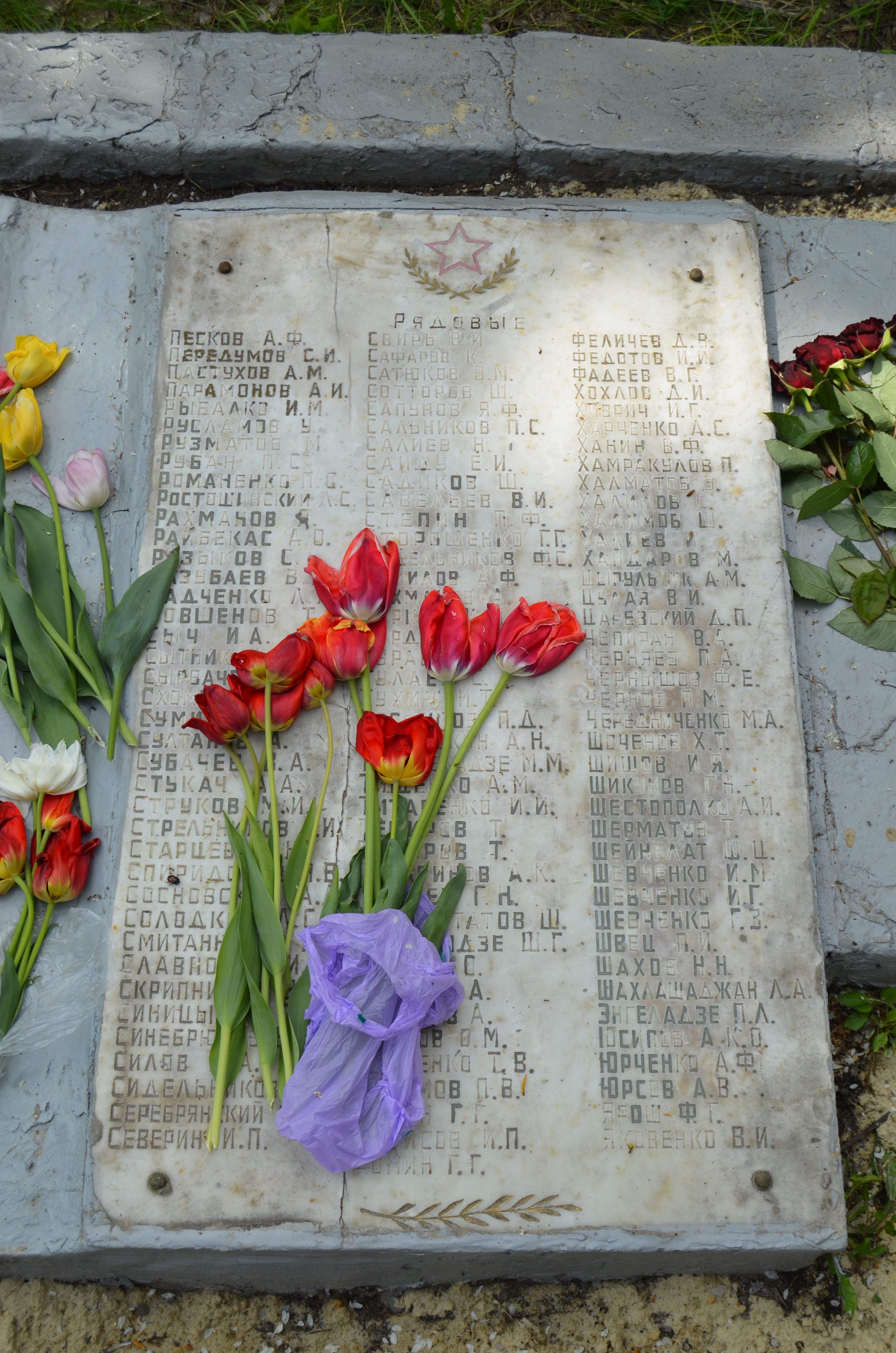
Пам'ятник односільчанам загинувшим за Батьківщину
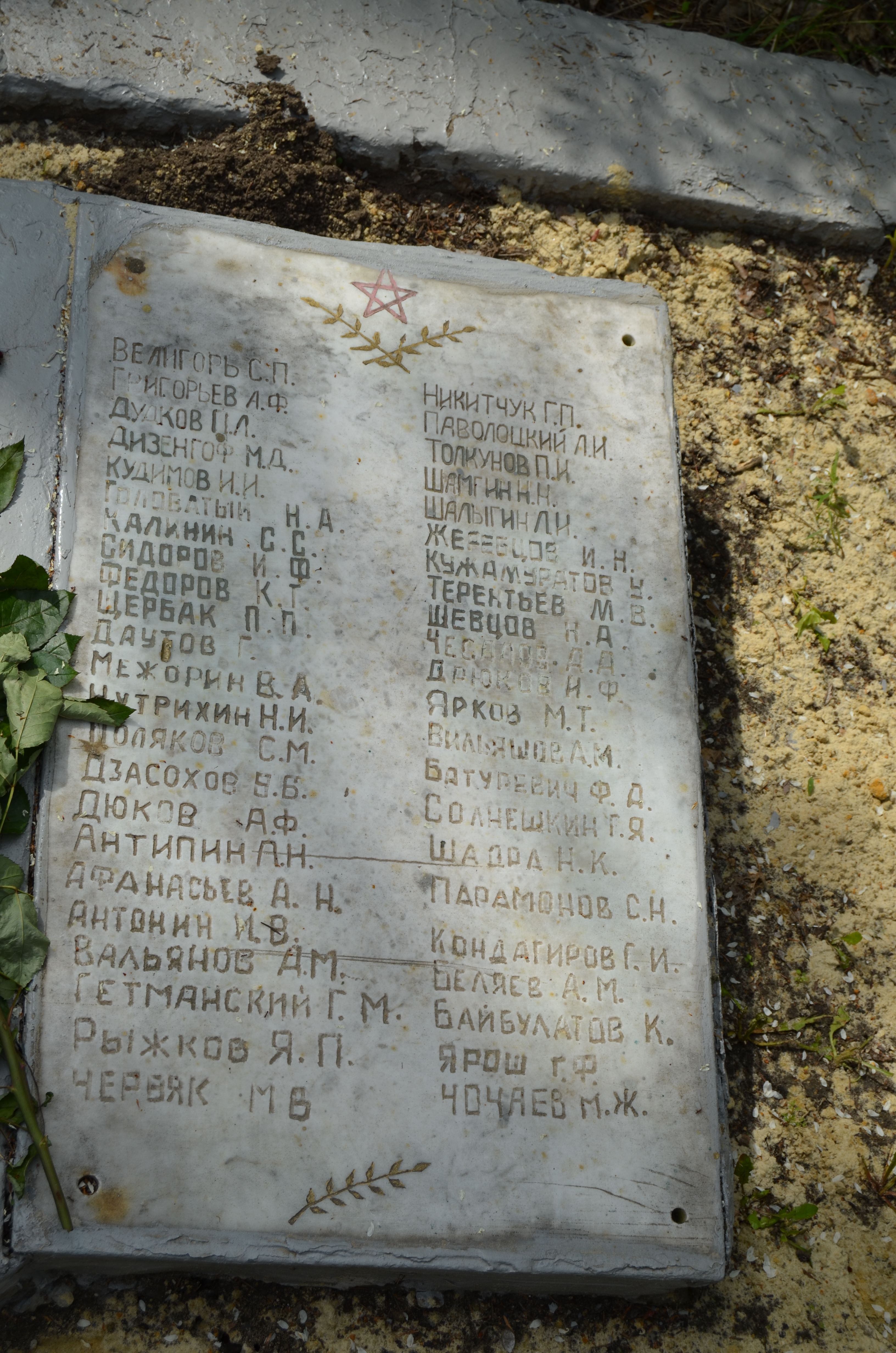
Пам'ятник односільчанам загинувшим за Батьківщину
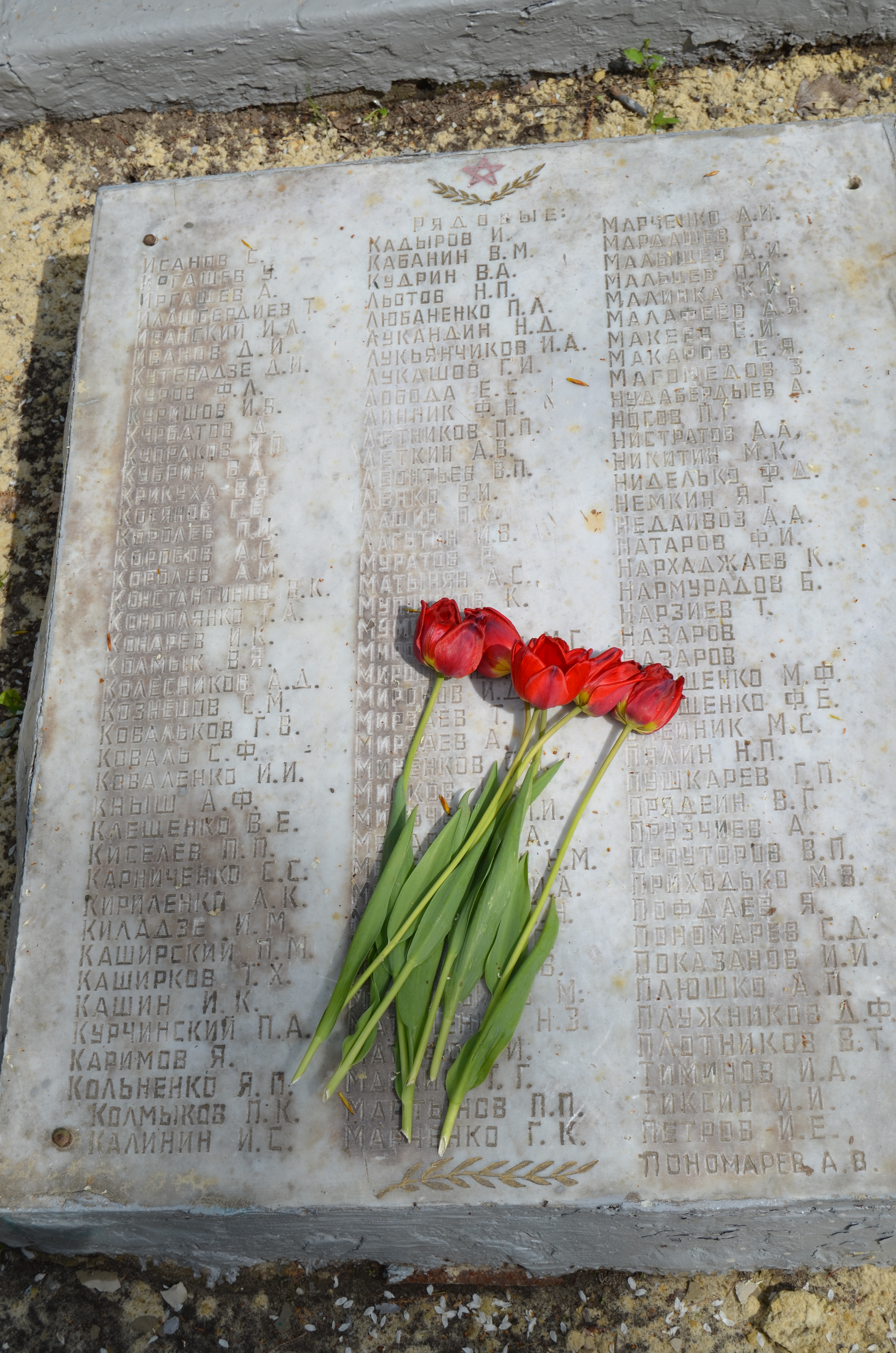
Пам'ятник односільчанам загинувшим за Батьківщину
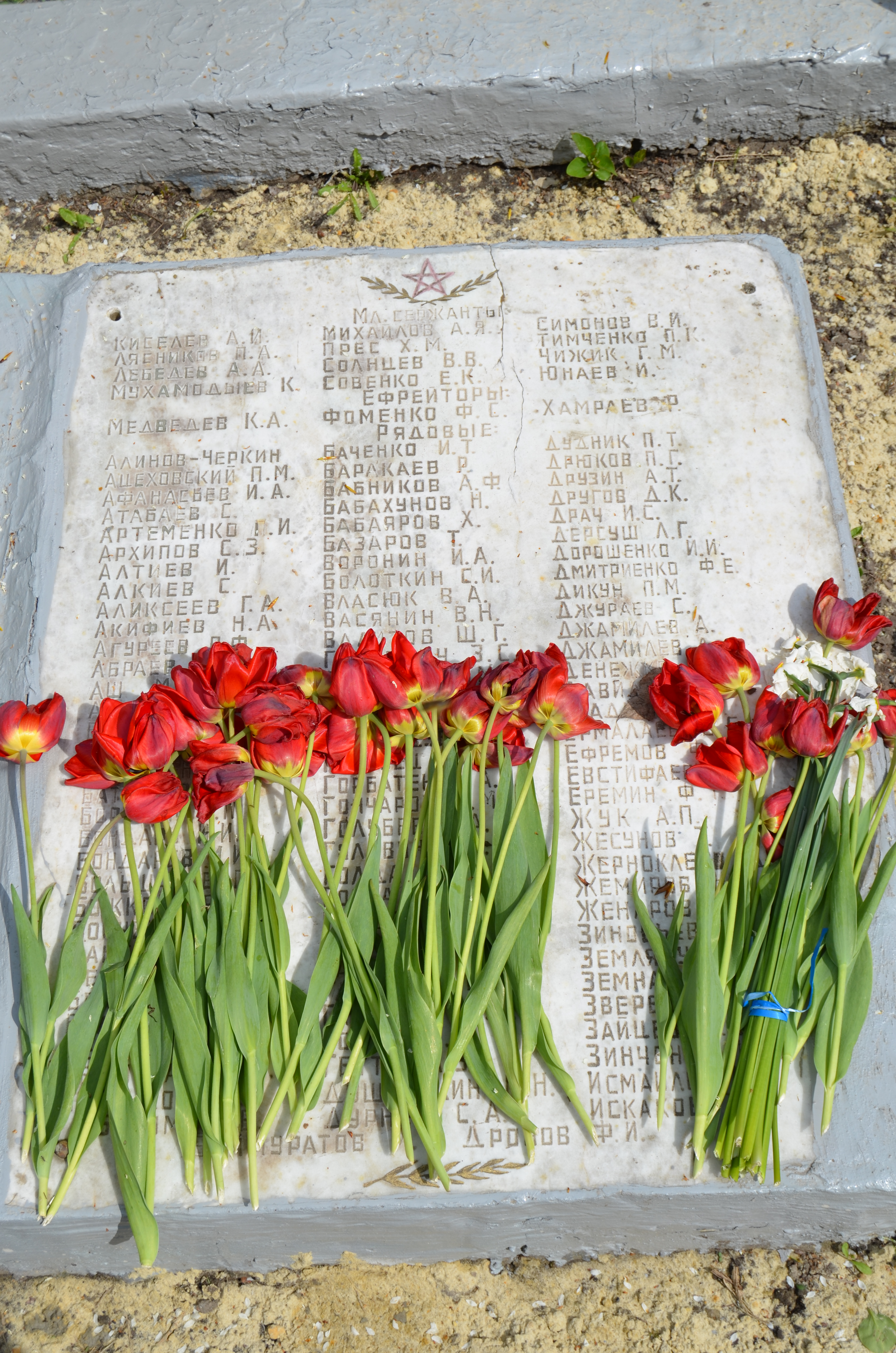
Пам'ятник односільчанам загинувшим за Батьківщину
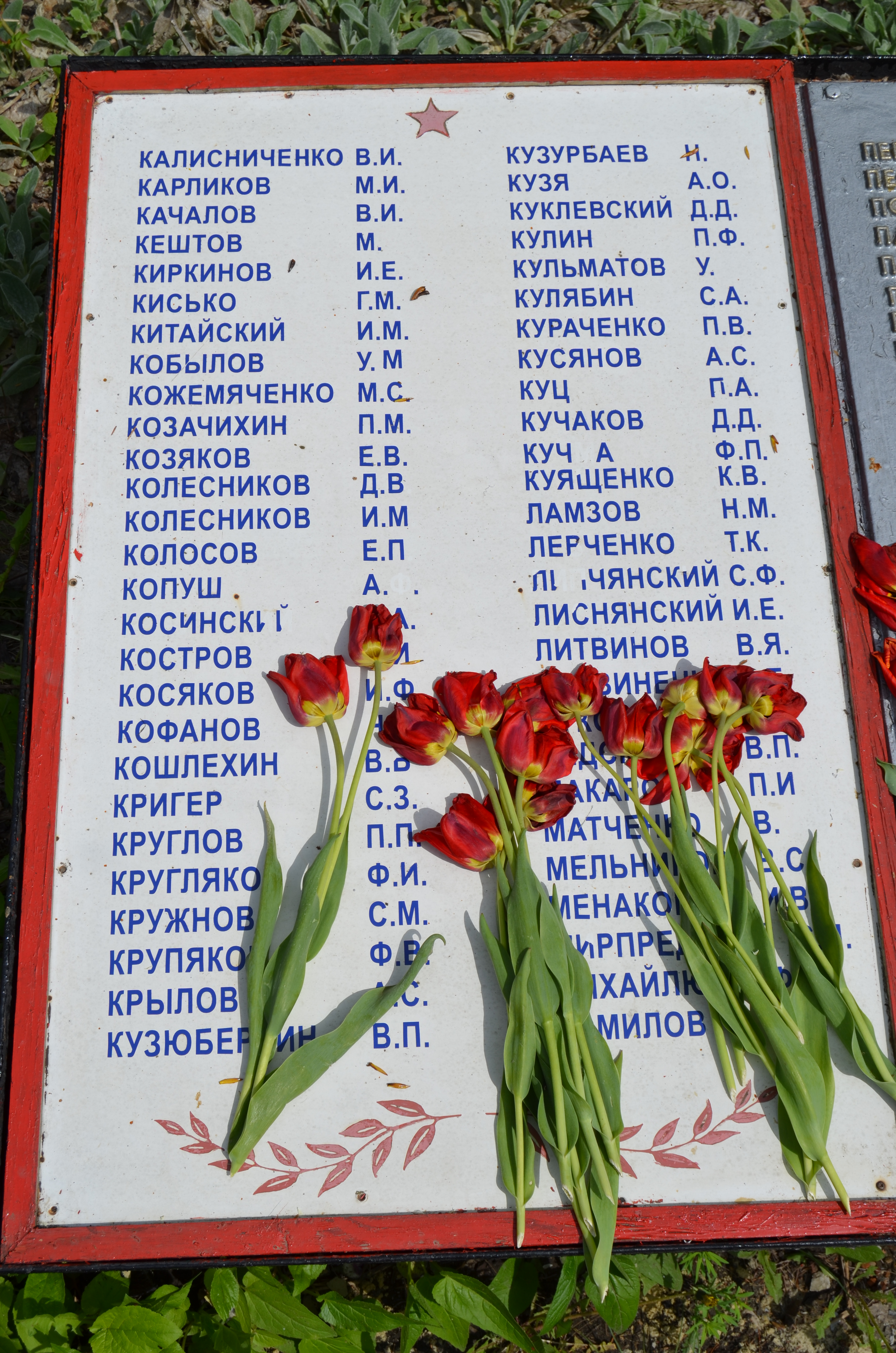
Пам'ятник односільчанам загинувшим за Батьківщину
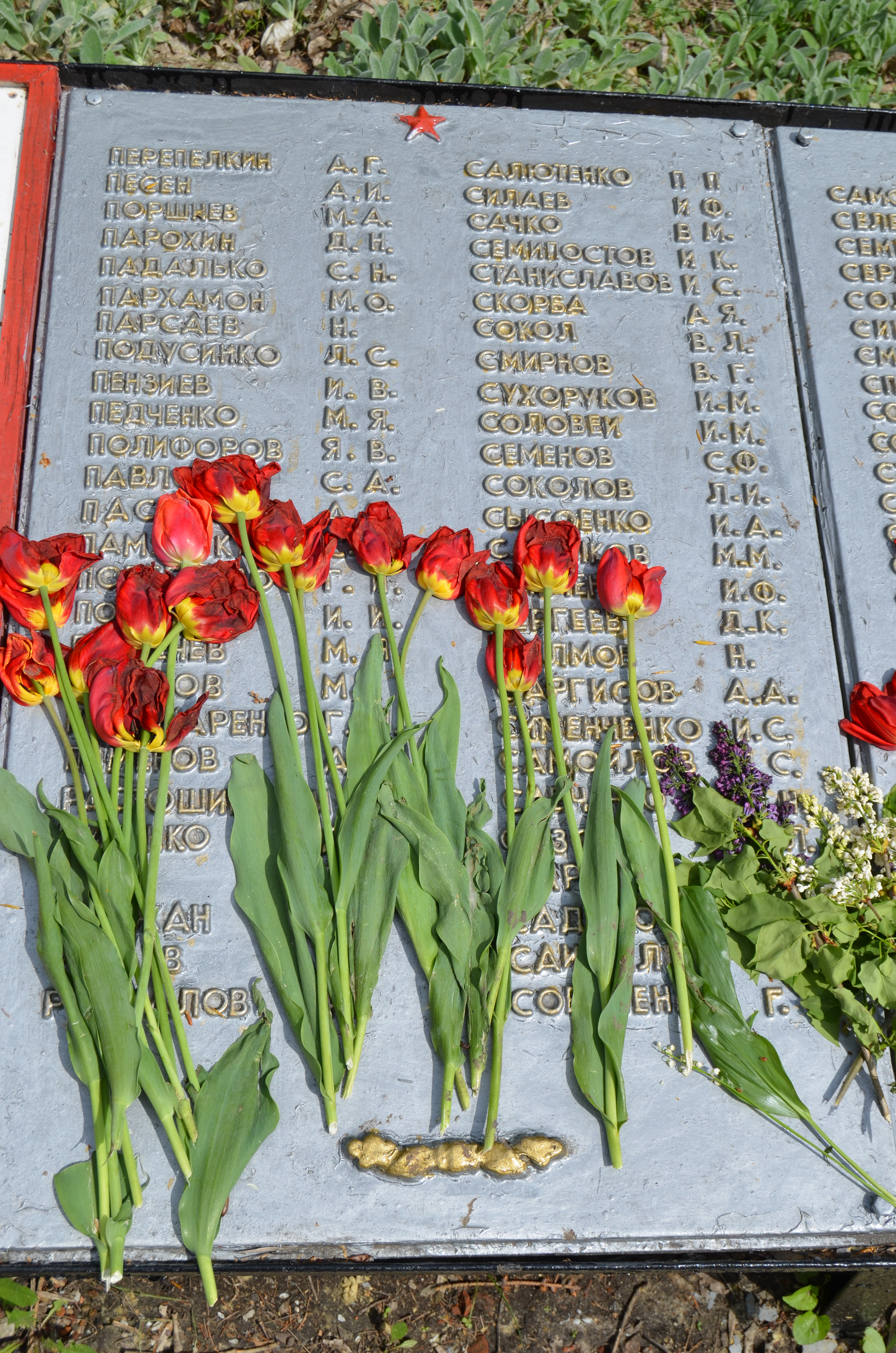
Пам'ятник односільчанам загинувшим за Батьківщину
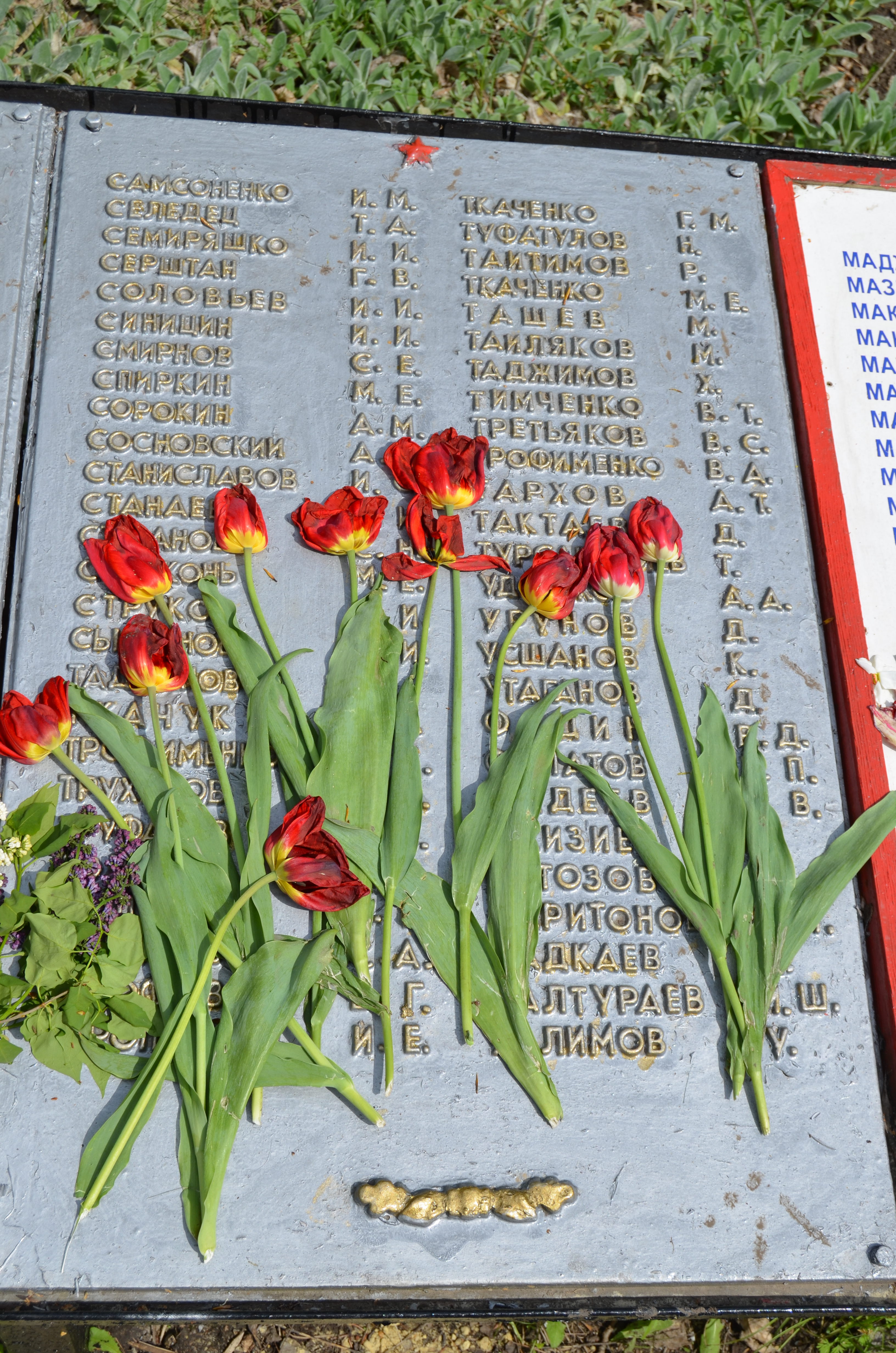
Пам'ятник односільчанам загинувшим за Батьківщину
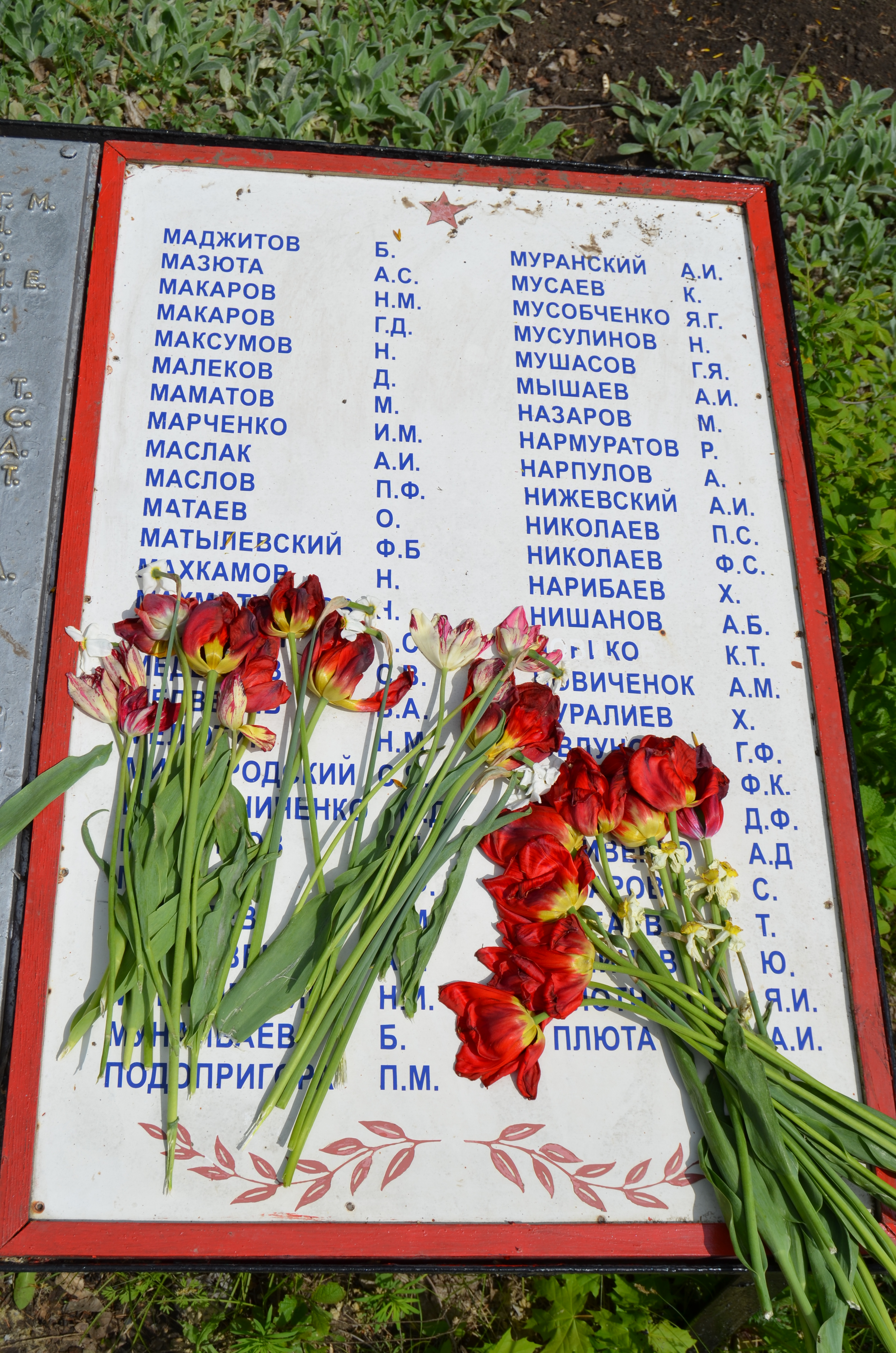
Пам'ятник односільчанам загинувшим за Батьківщину
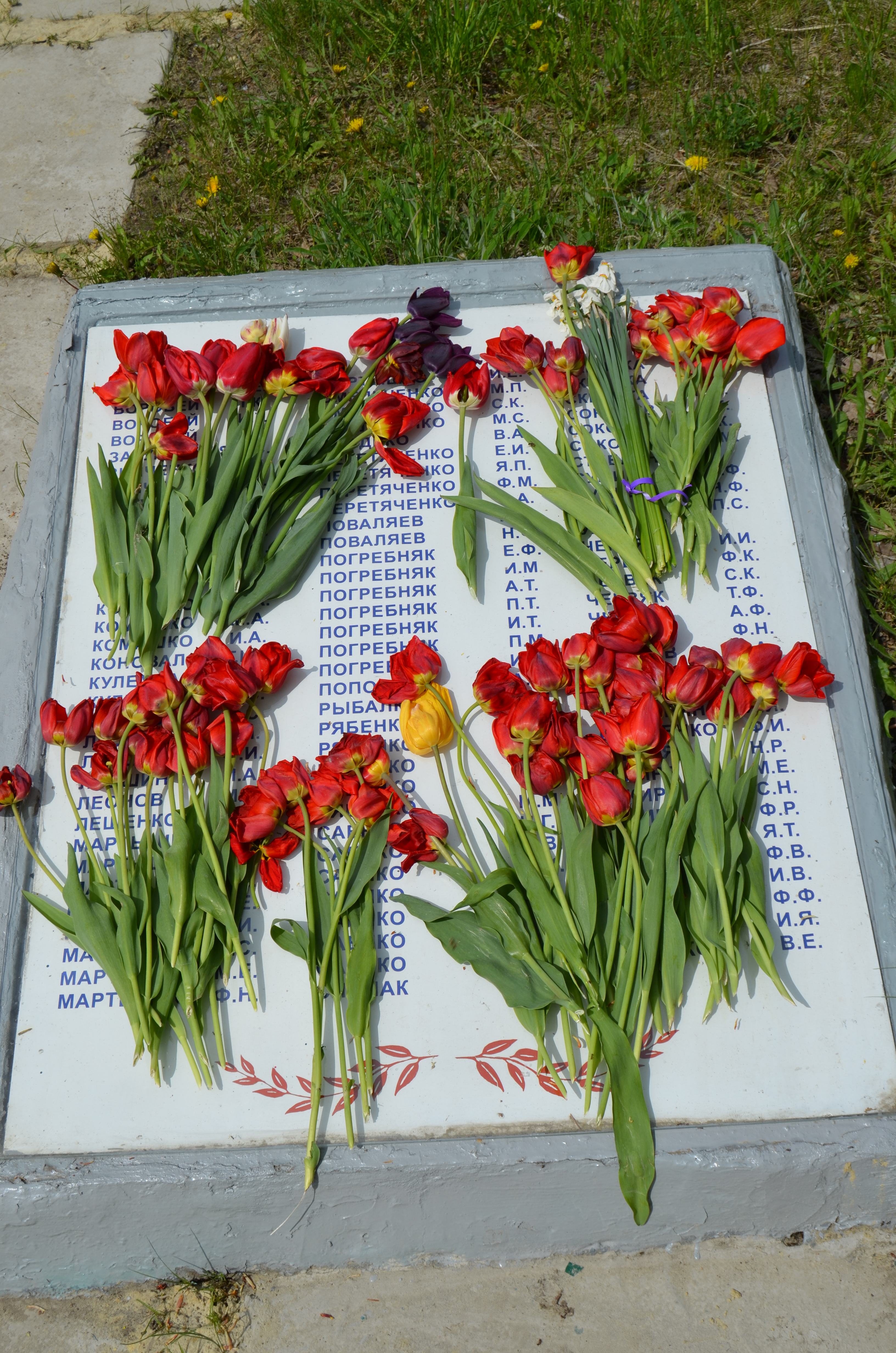
Пам'ятник односільчанам загинувшим за Батьківщину
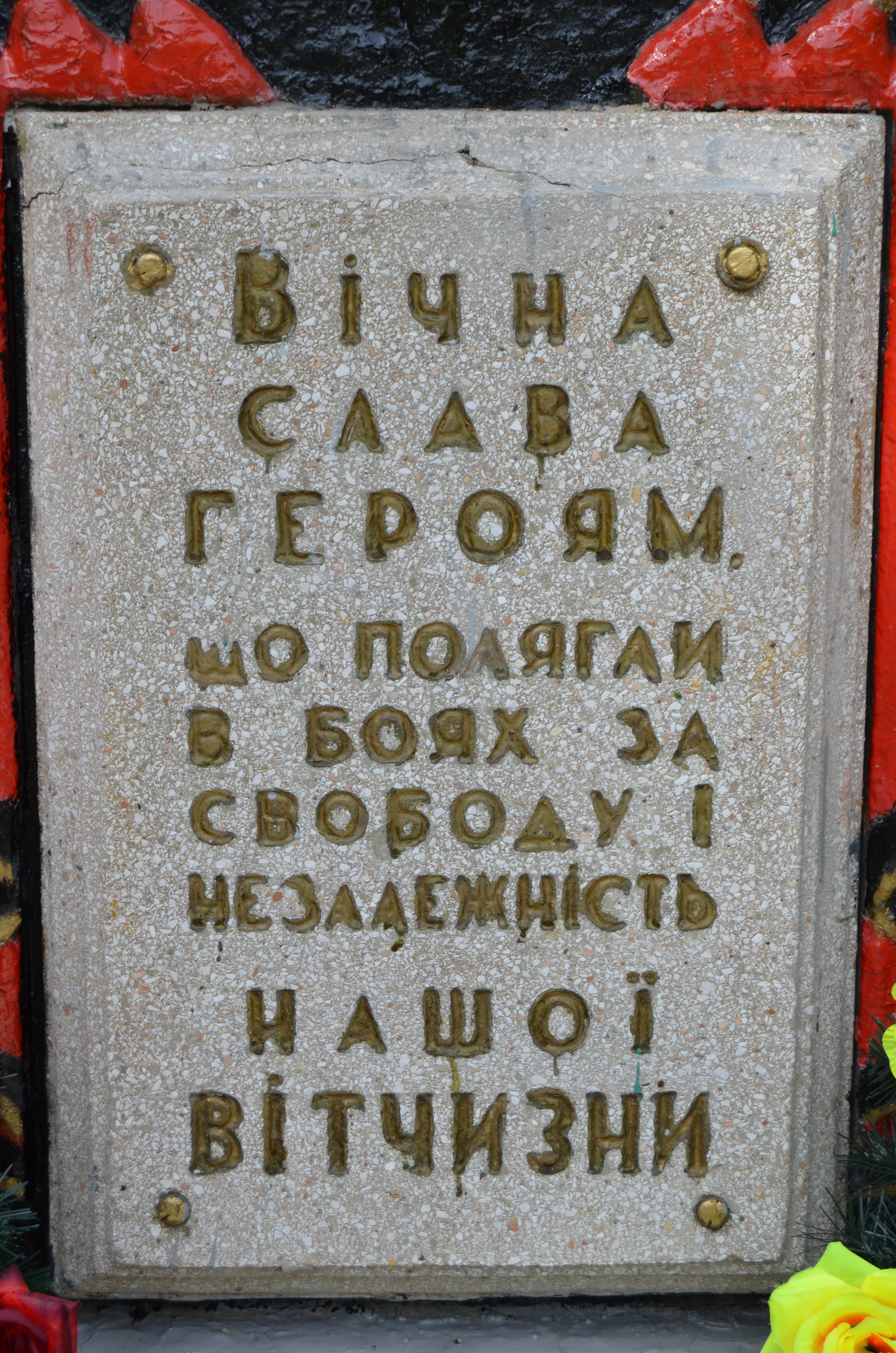
Пам'ятник односільчанам загинувшим за Батьківщину
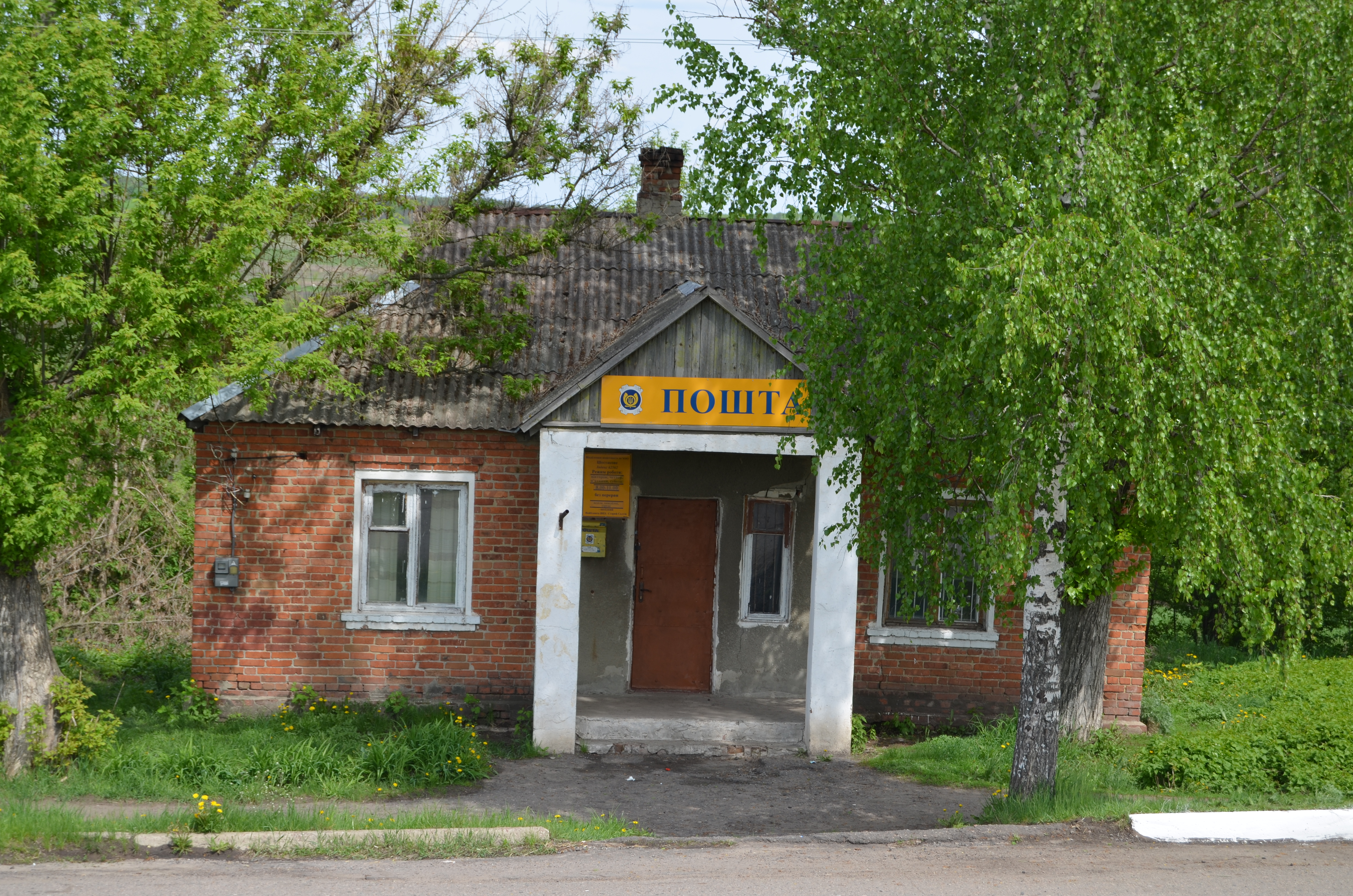
Поштове відділення
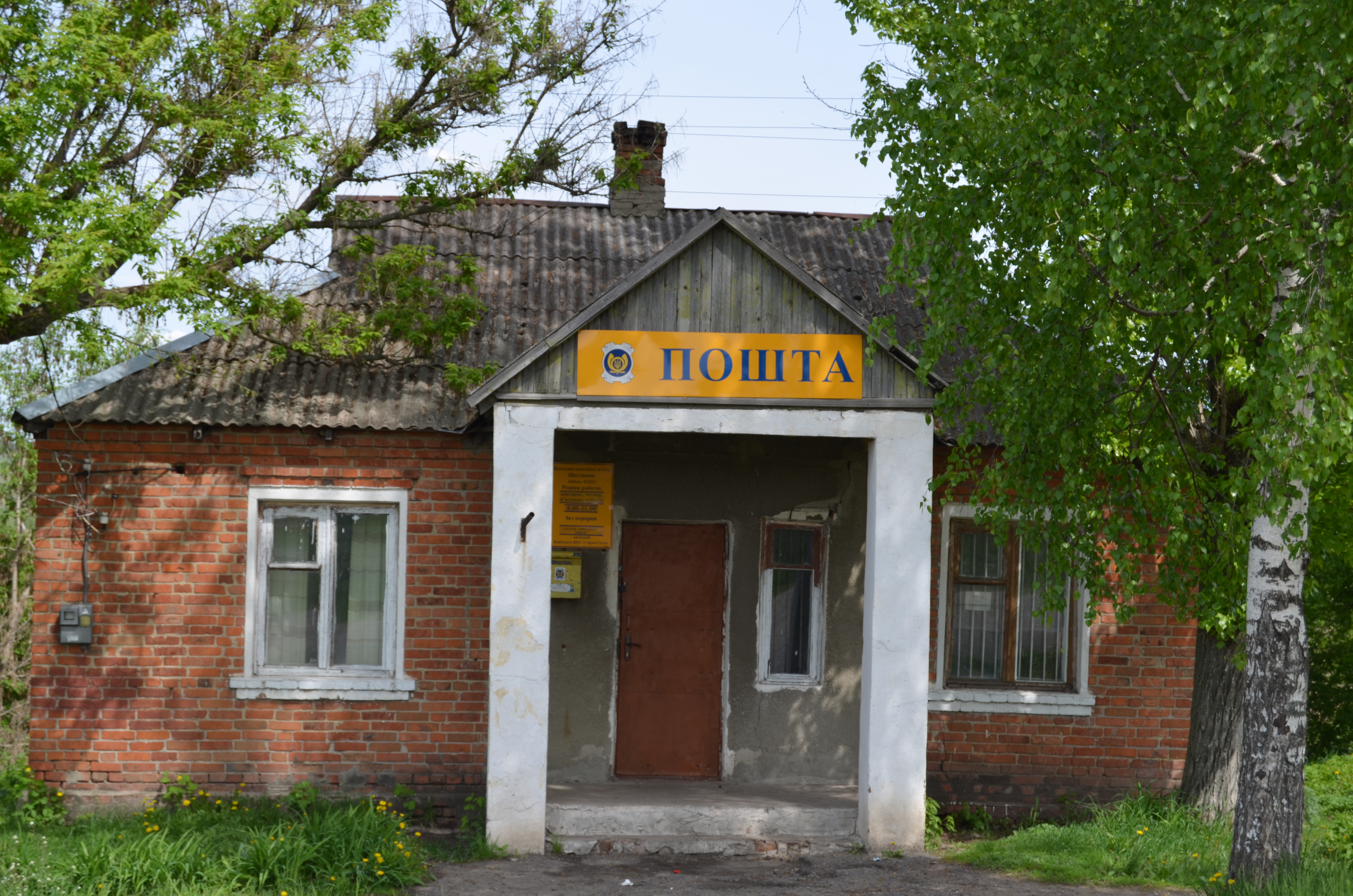
Поштове відділення
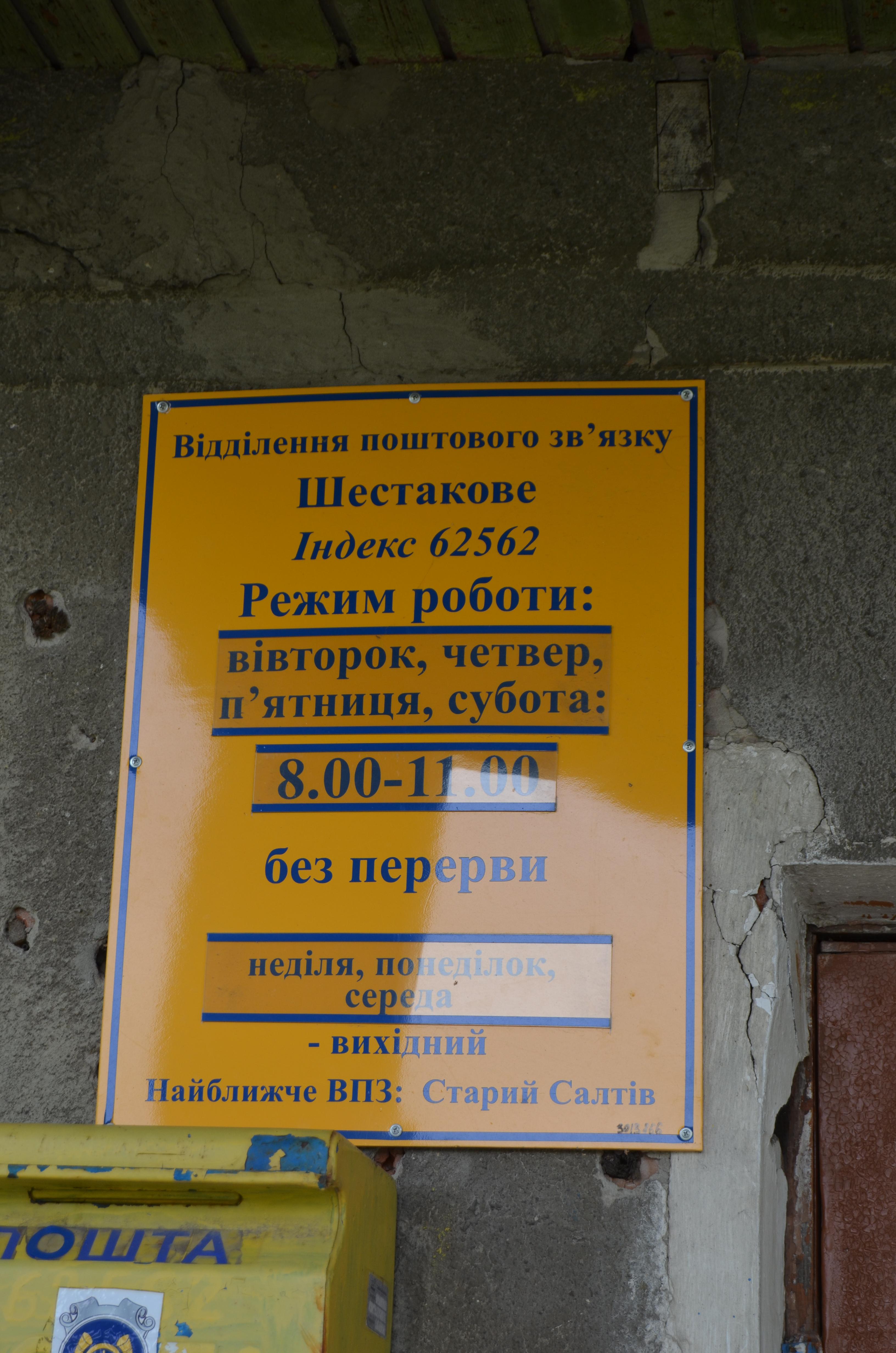
Поштове відділення
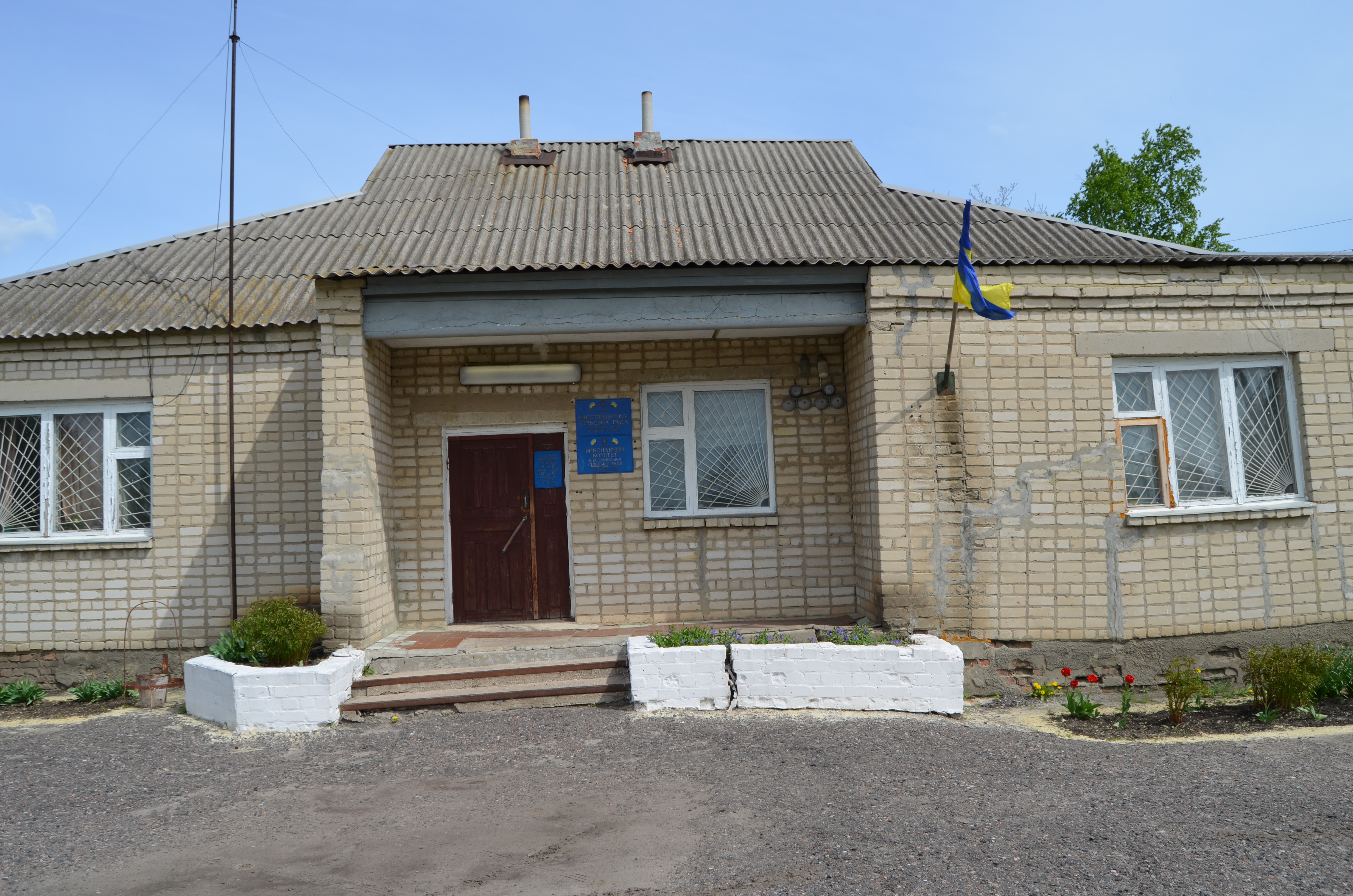
Шестаківська сільська рада
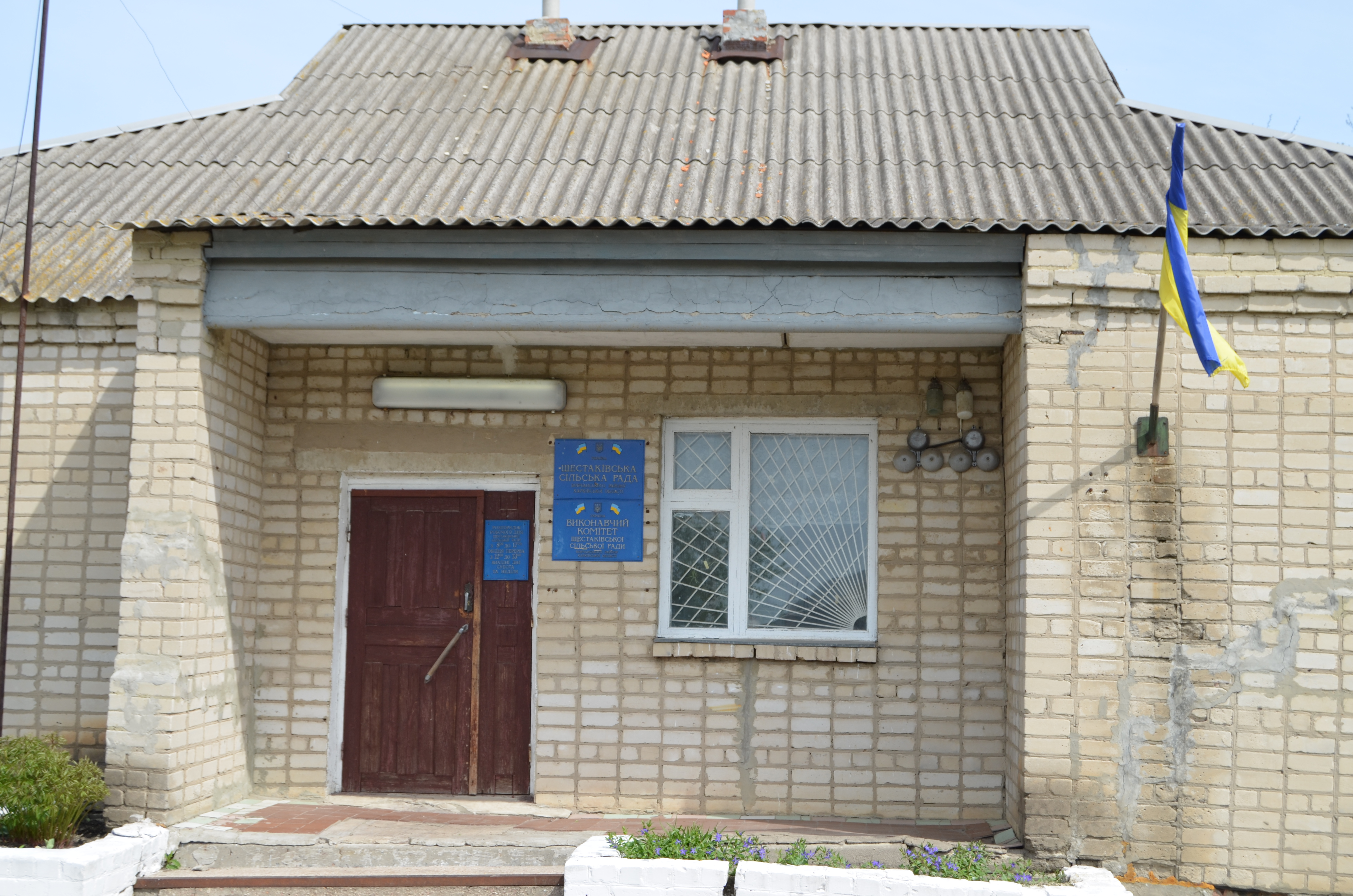
Шестаківська сільська рада
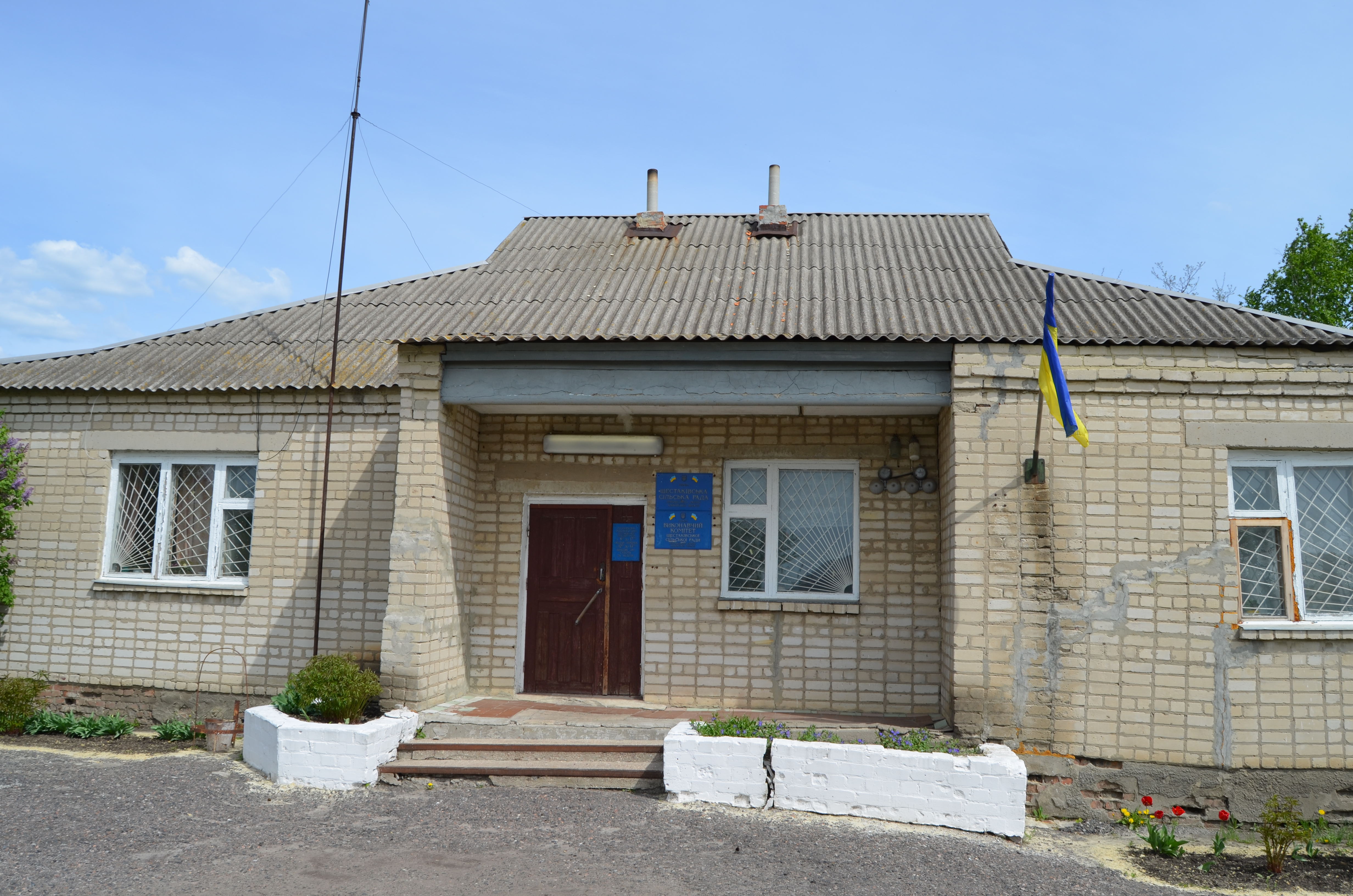
Шестаківська сільська рада
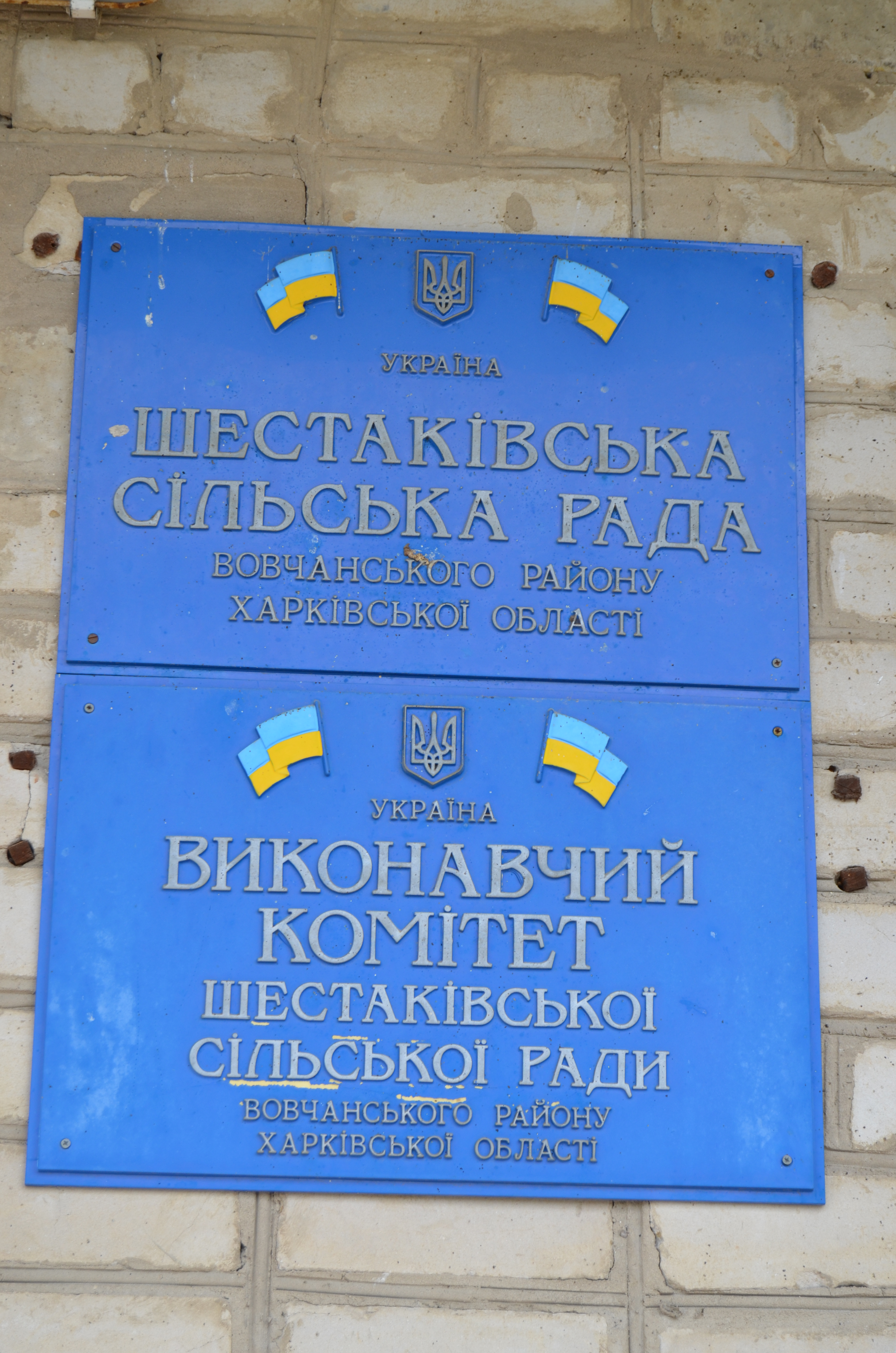
Шестаківська сільська рада
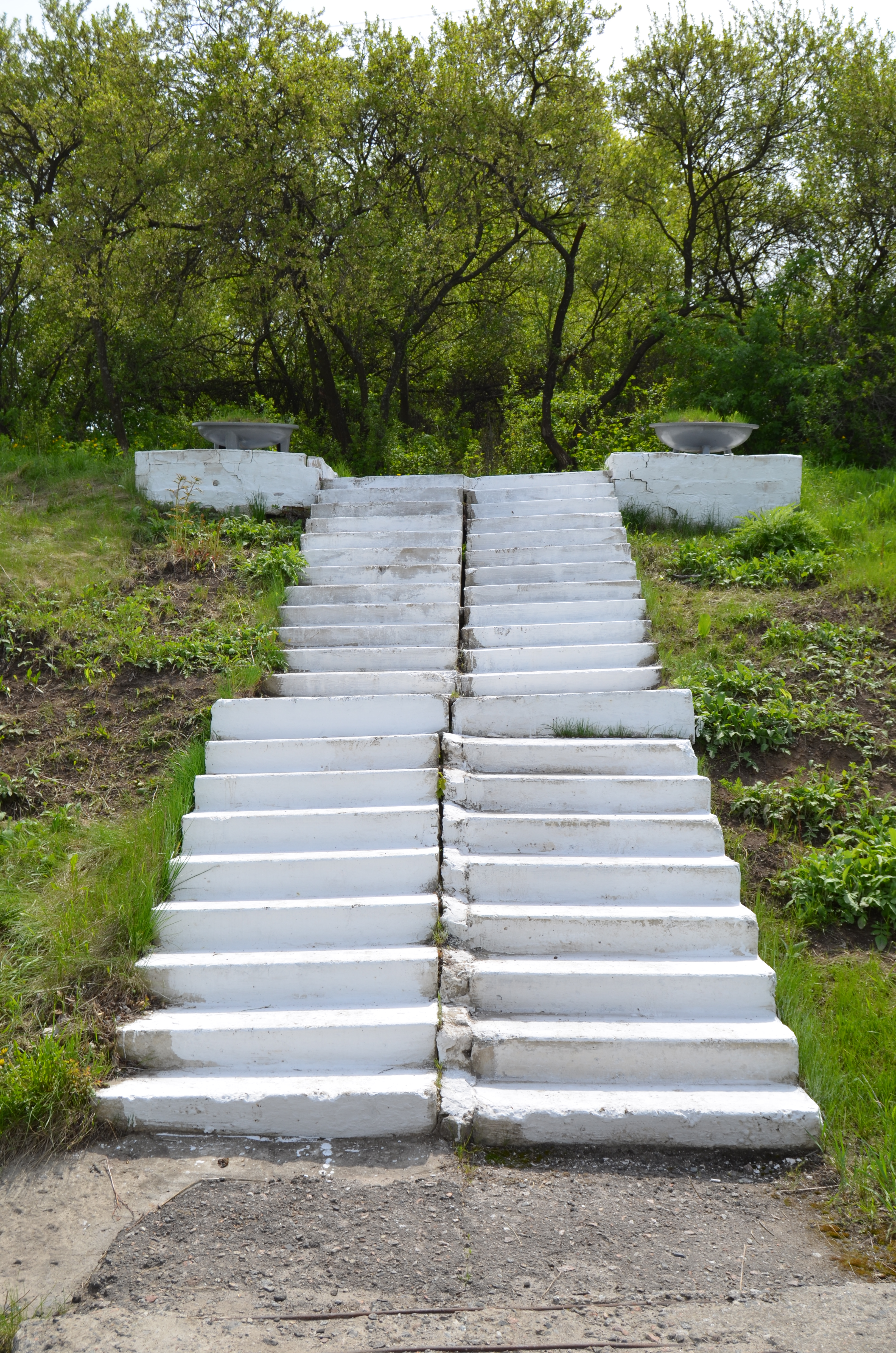
Пам'ятники невідомому солдату та Шестакову М.Д. і Перепелиці П.Л
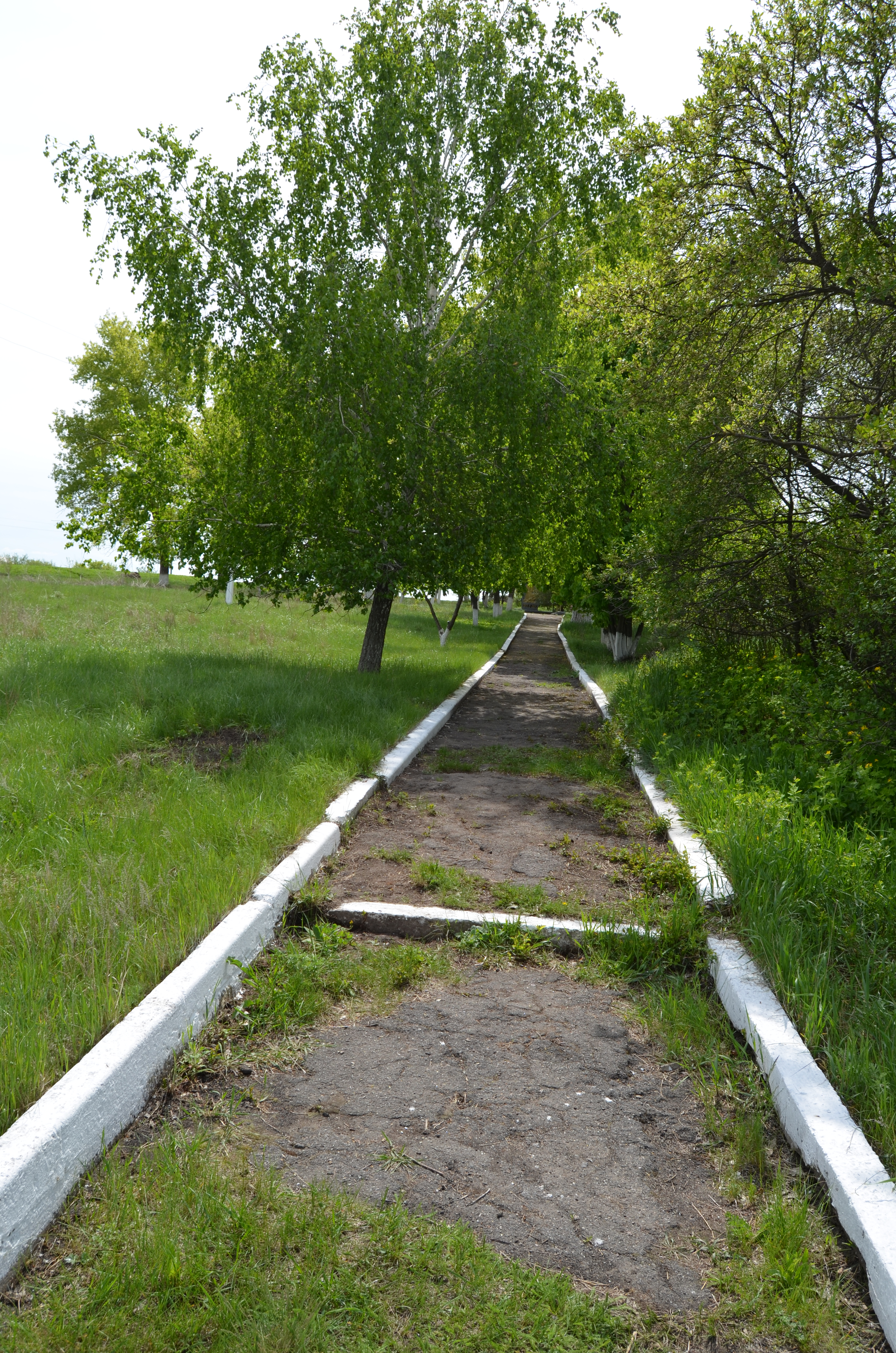
Пам'ятники невідомому солдату та Шестакову М.Д. і Перепелиці П.Л
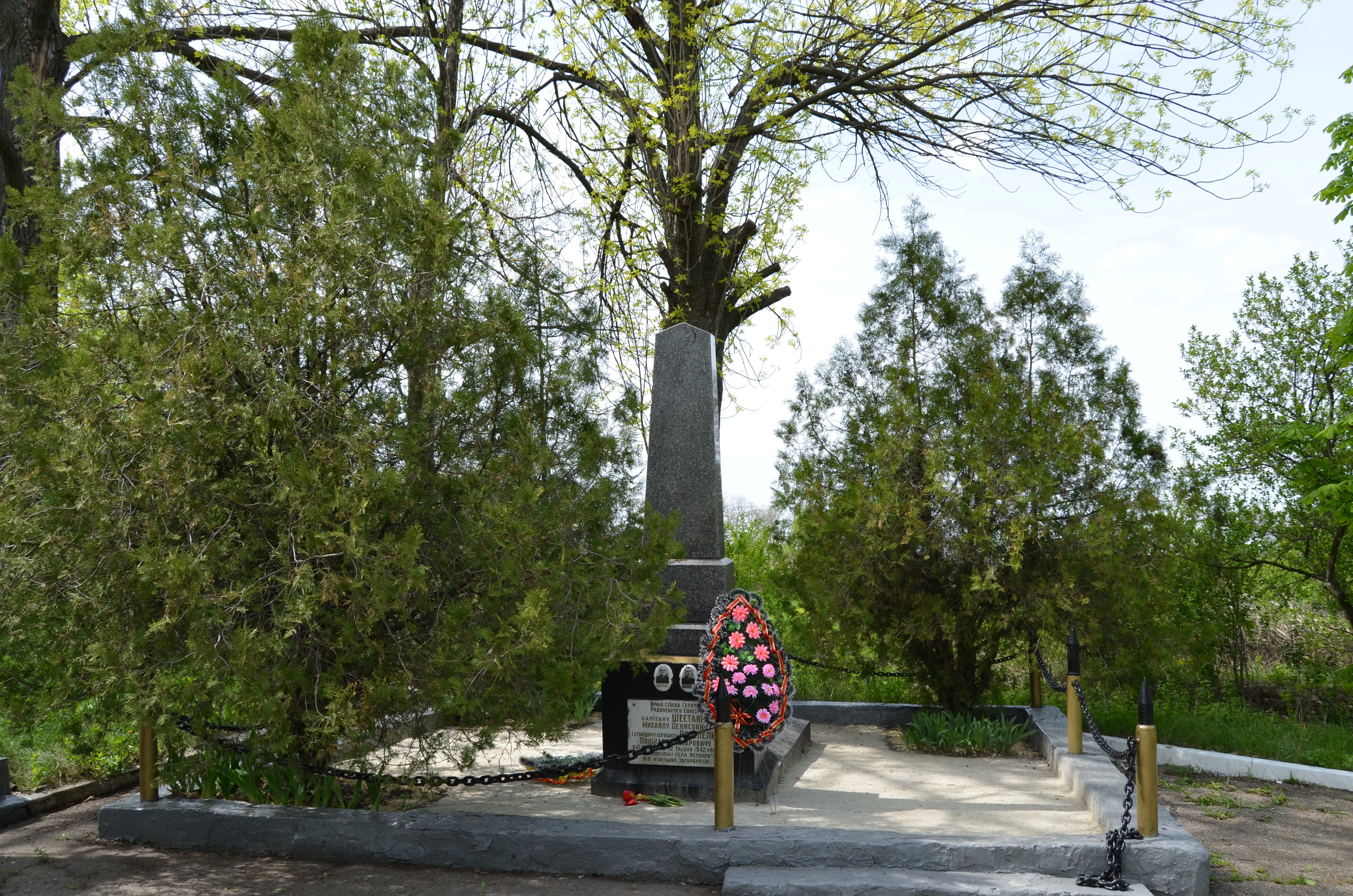
Пам'ятники невідомому солдату та Шестакову М.Д. і Перепелиці П.Л
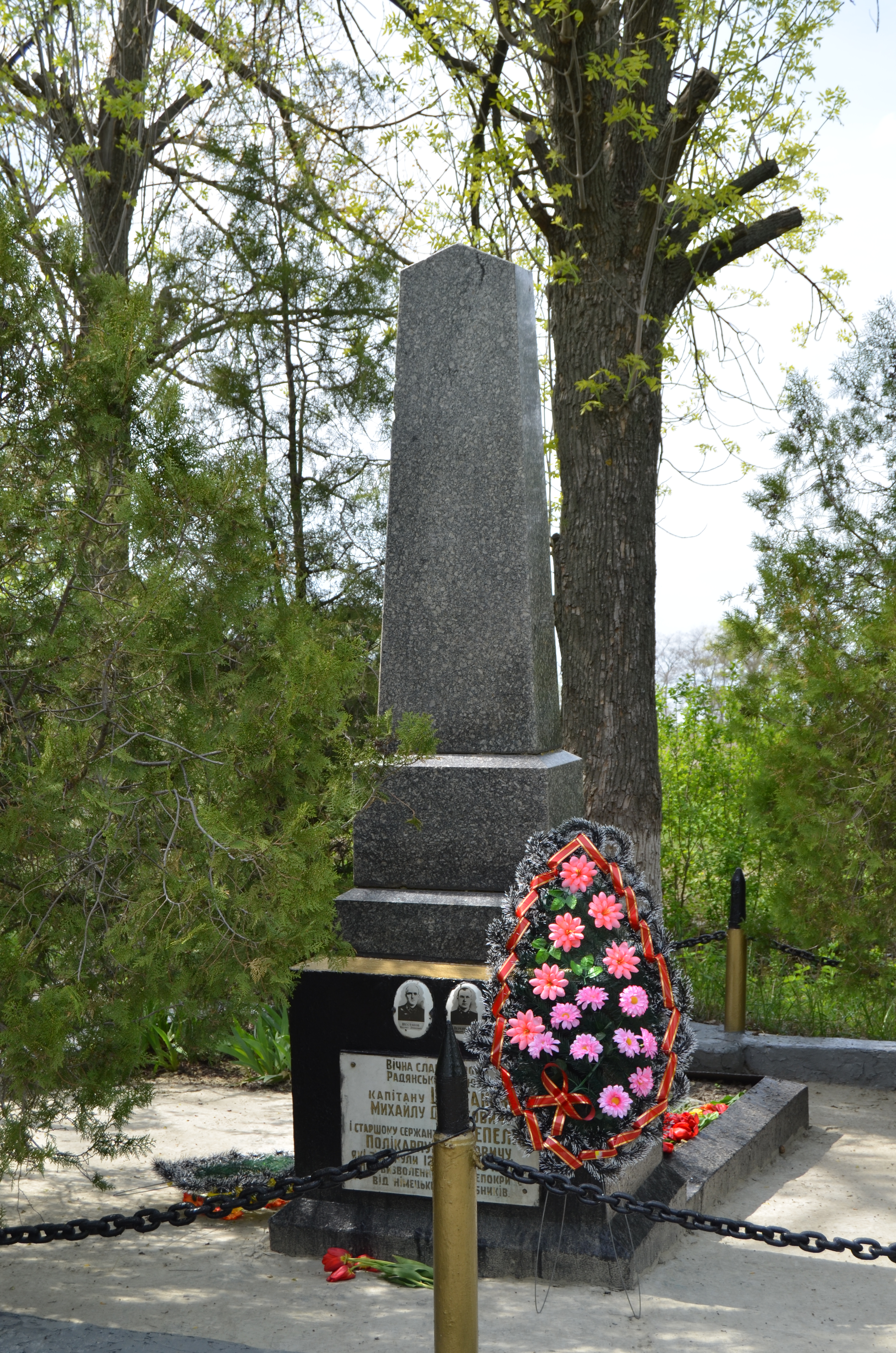
Пам'ятники невідомому солдату та Шестакову М.Д. і Перепелиці П.Л
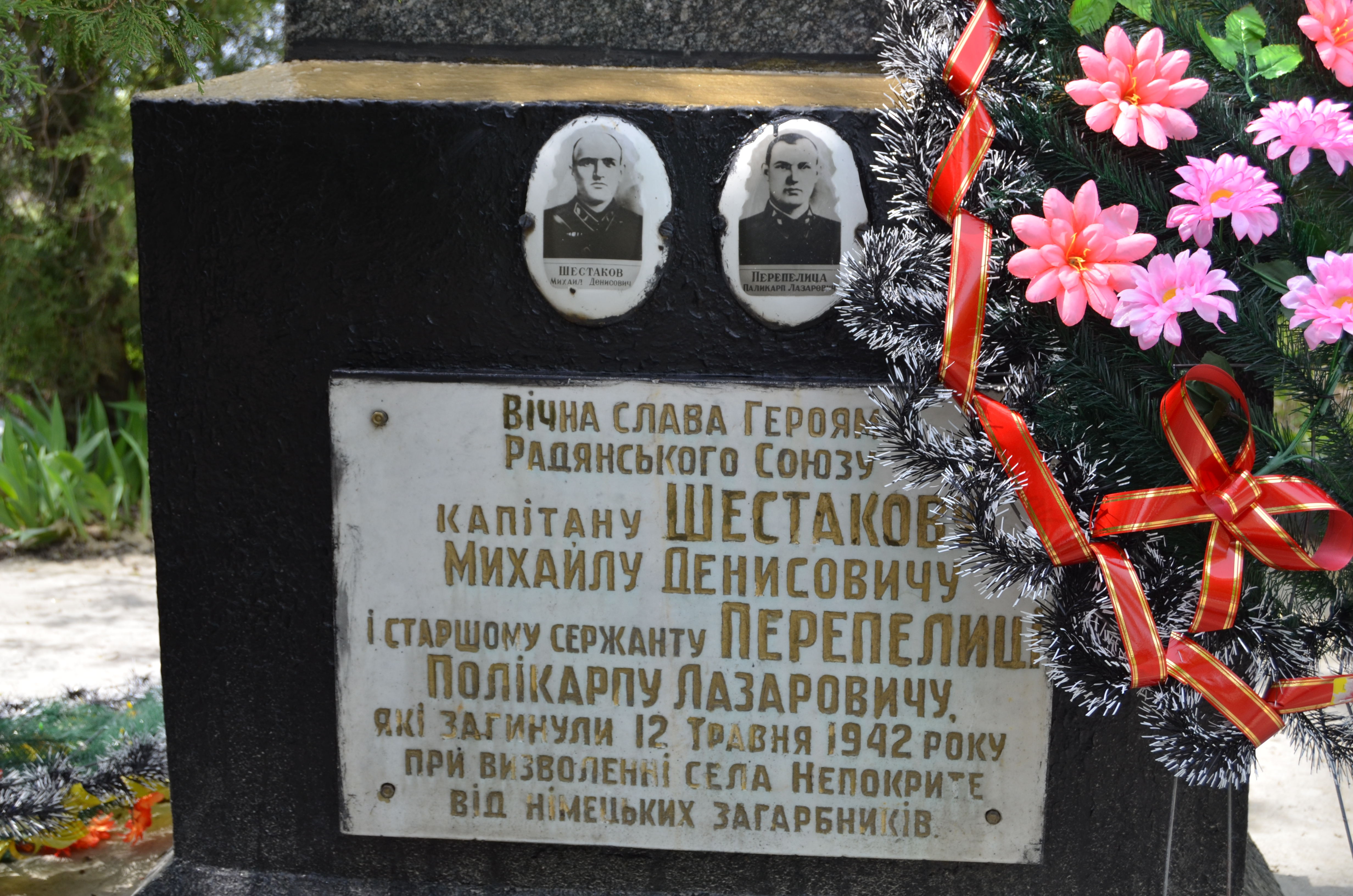
Пам'ятники невідомому солдату та Шестакову М.Д. і Перепелиці П.Л
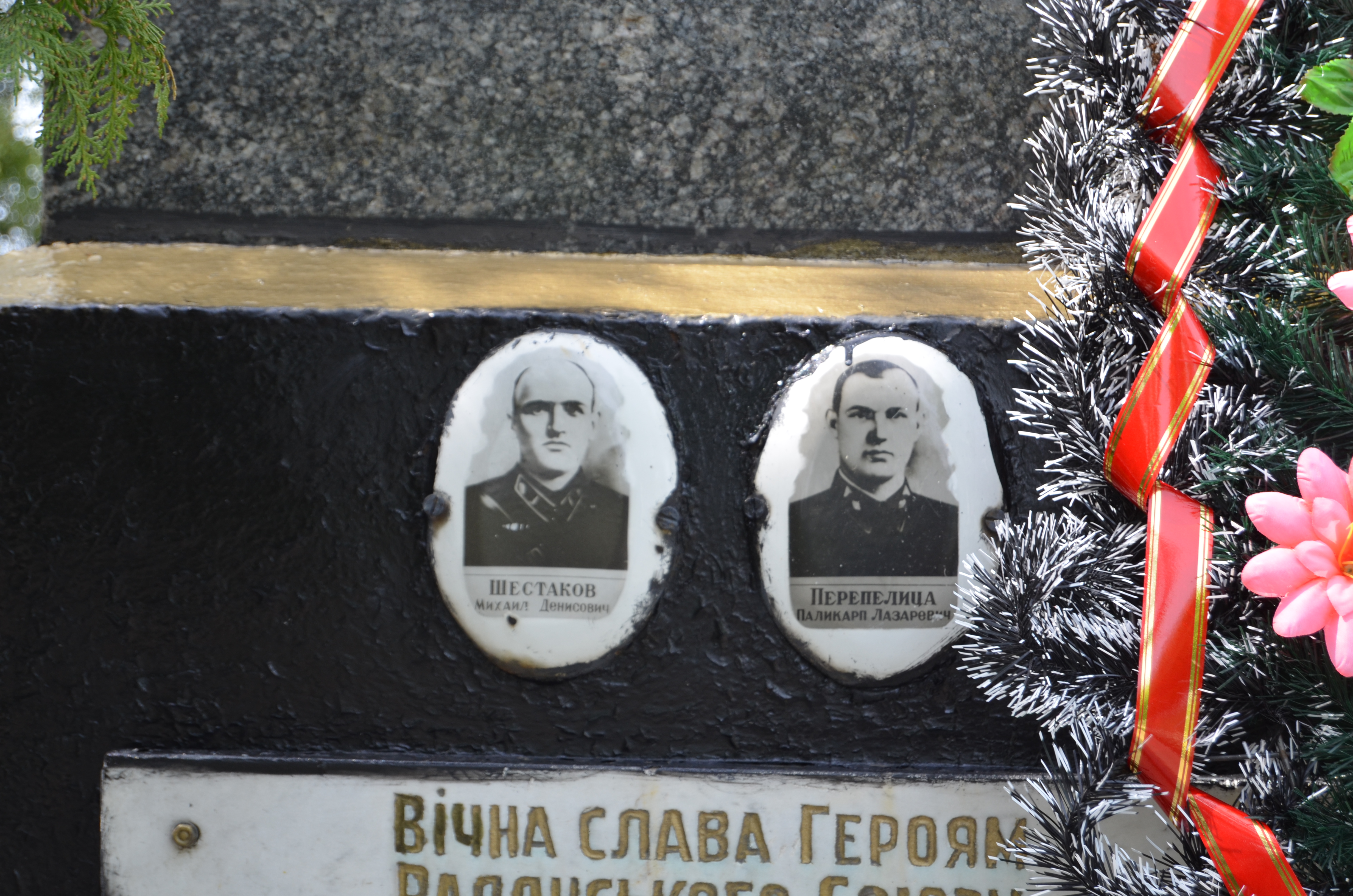
Пам'ятники невідомому солдату та Шестакову М.Д. і Перепелиці П.Л
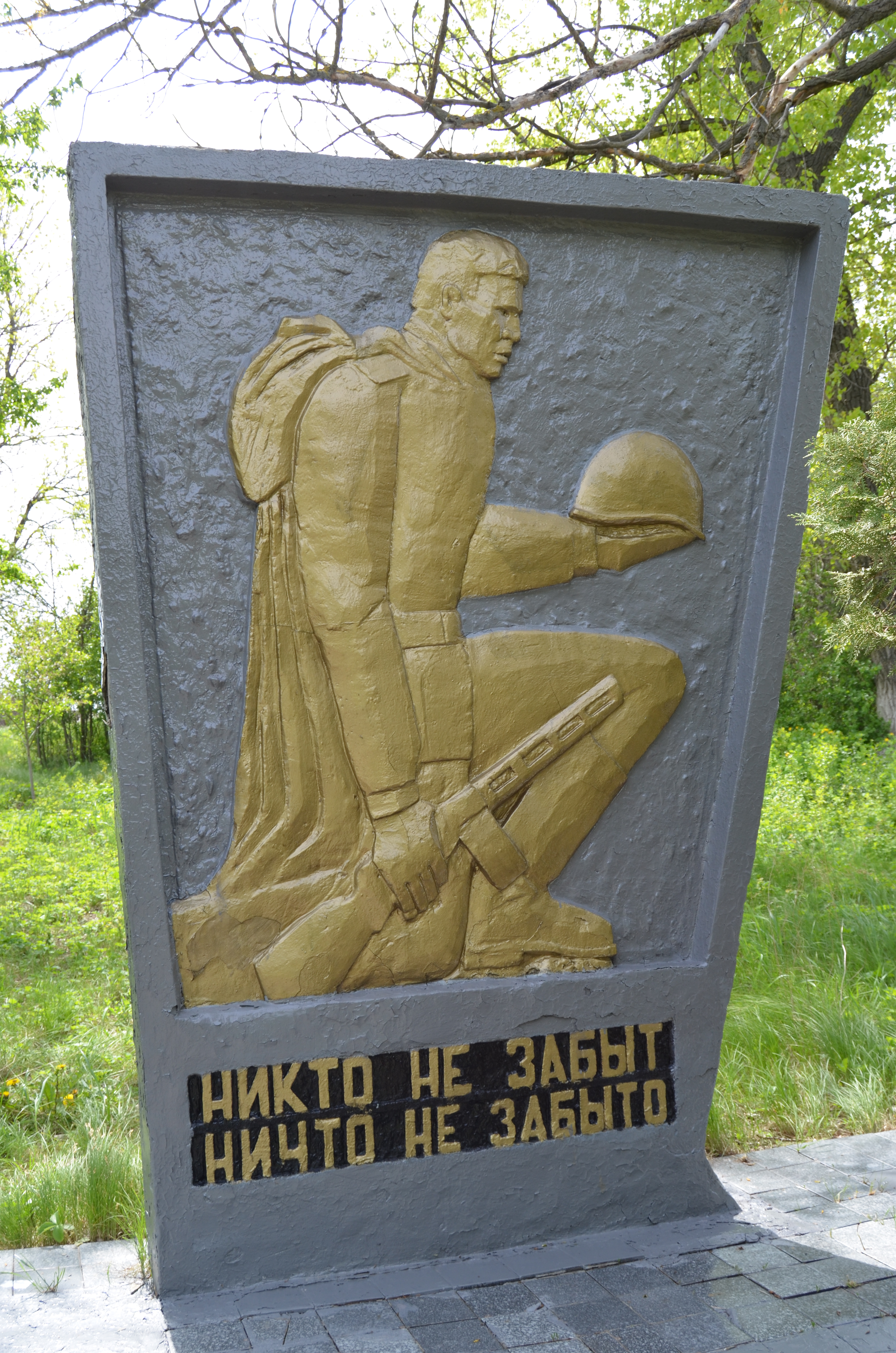
Пам'ятники невідомому солдату та Шестакову М.Д. і Перепелиці П.Л
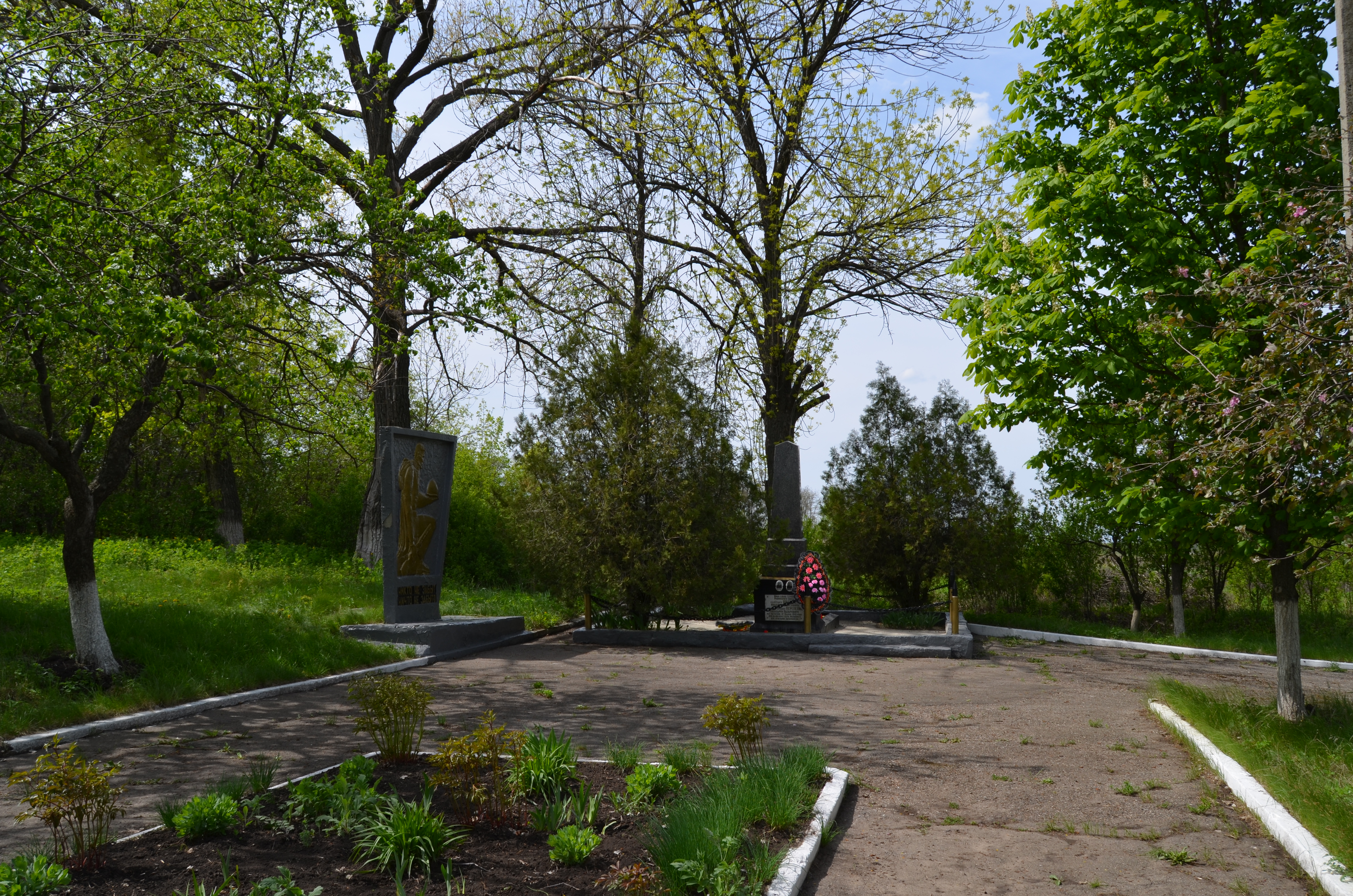
Пам'ятники невідомому солдату та Шестакову М.Д. і Перепелиці П.Л
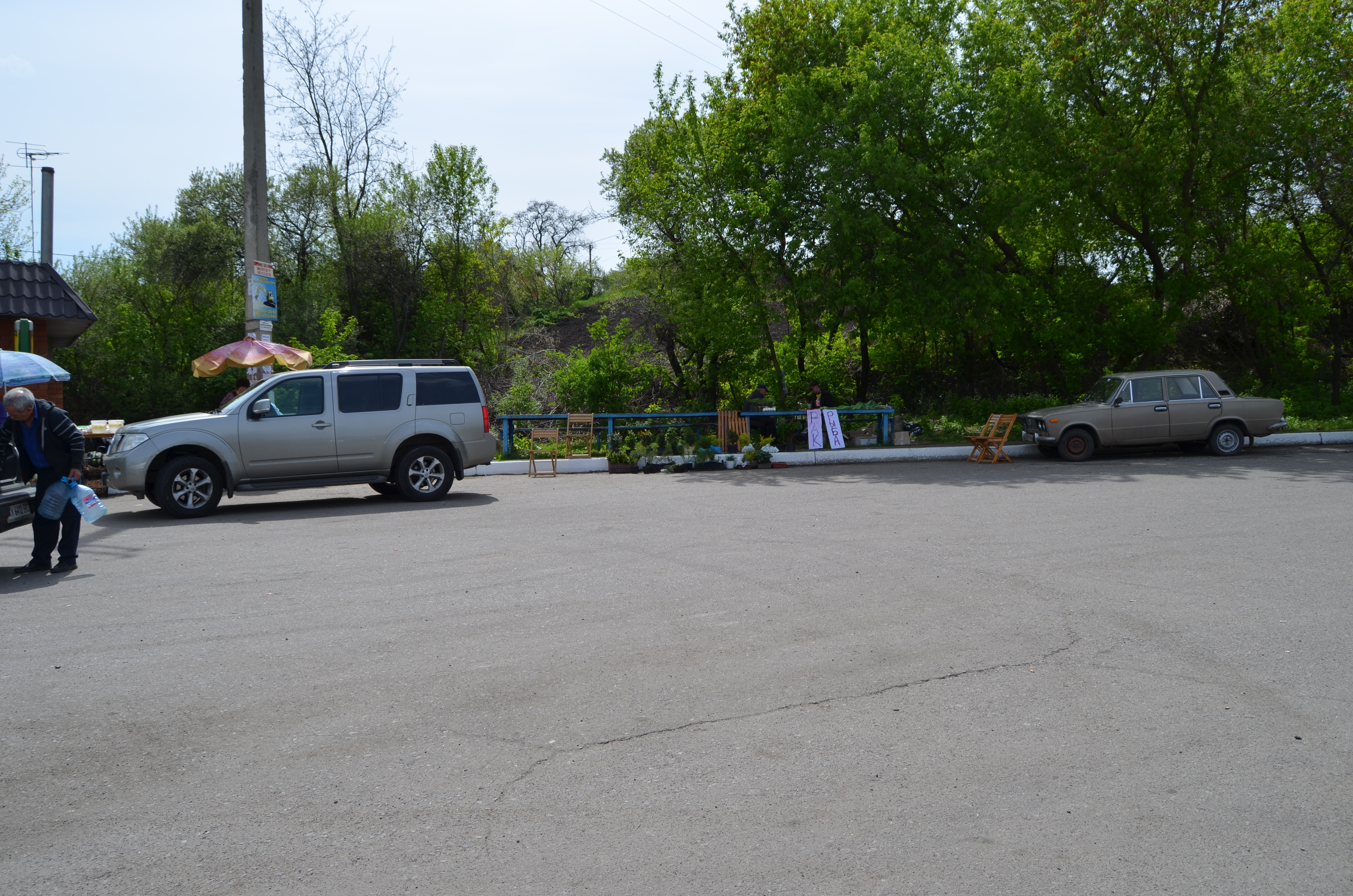
Торговельна точка
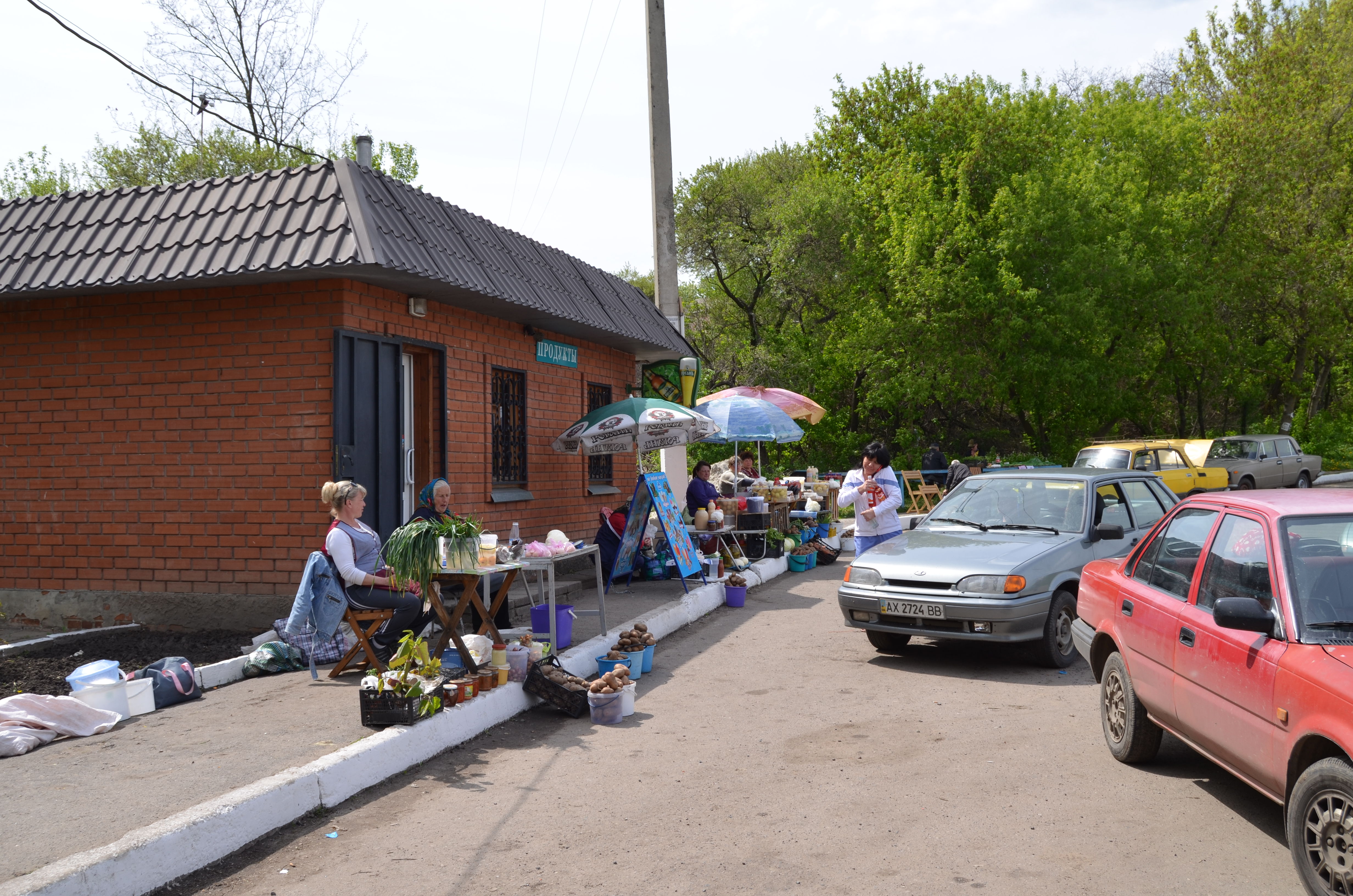
Торговельна точка
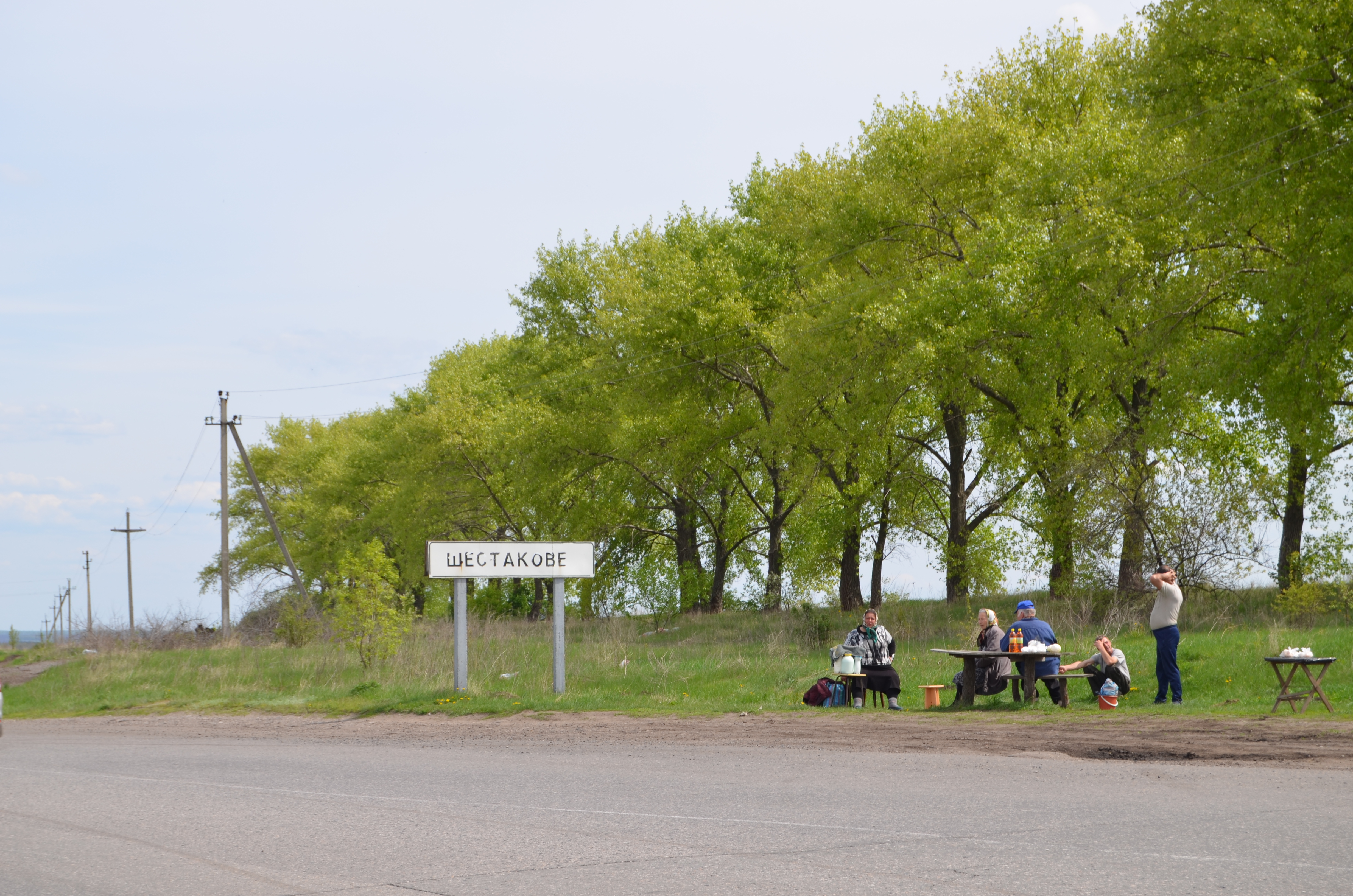
Торговельна точка
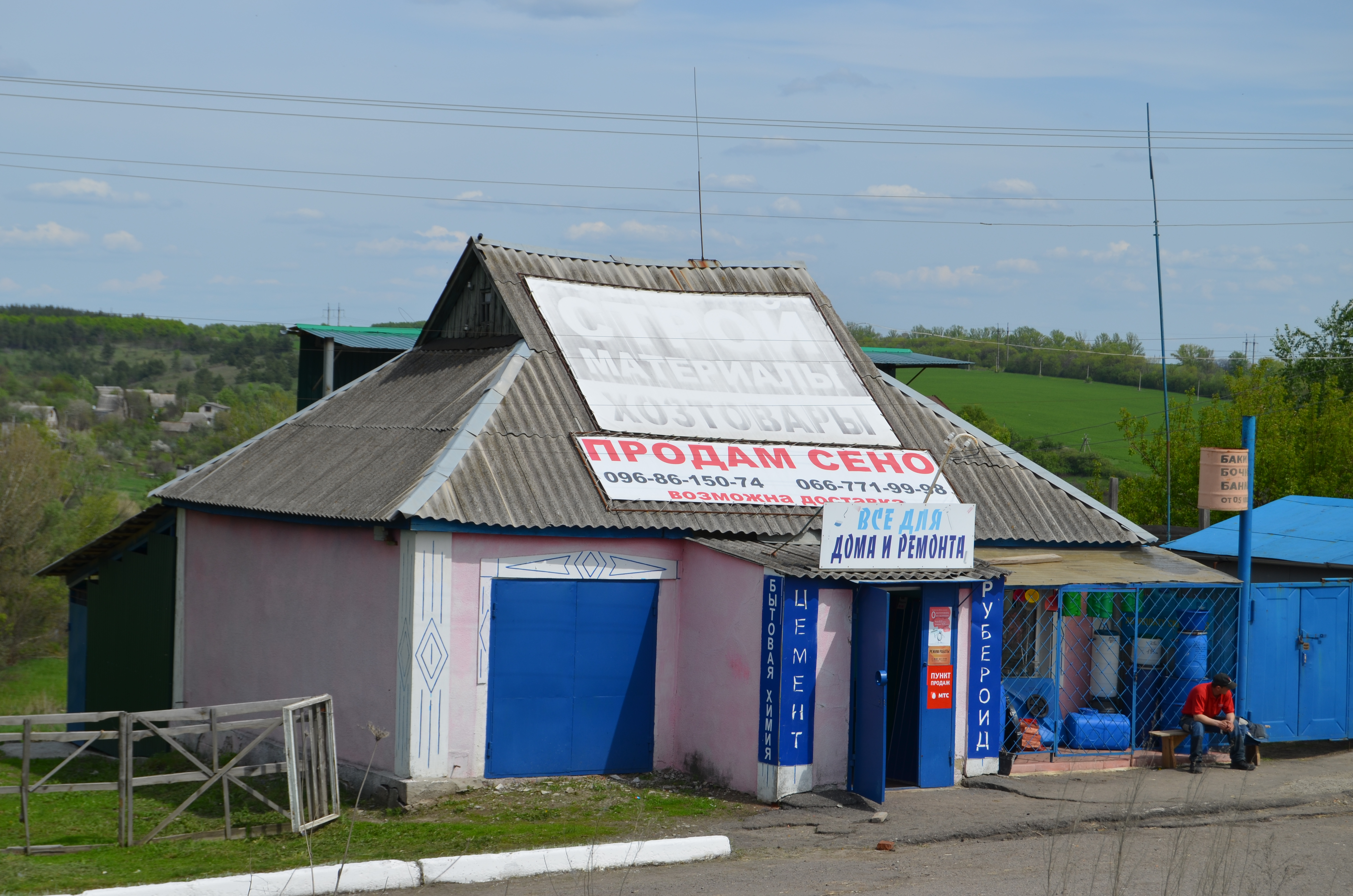
Торговельна точка
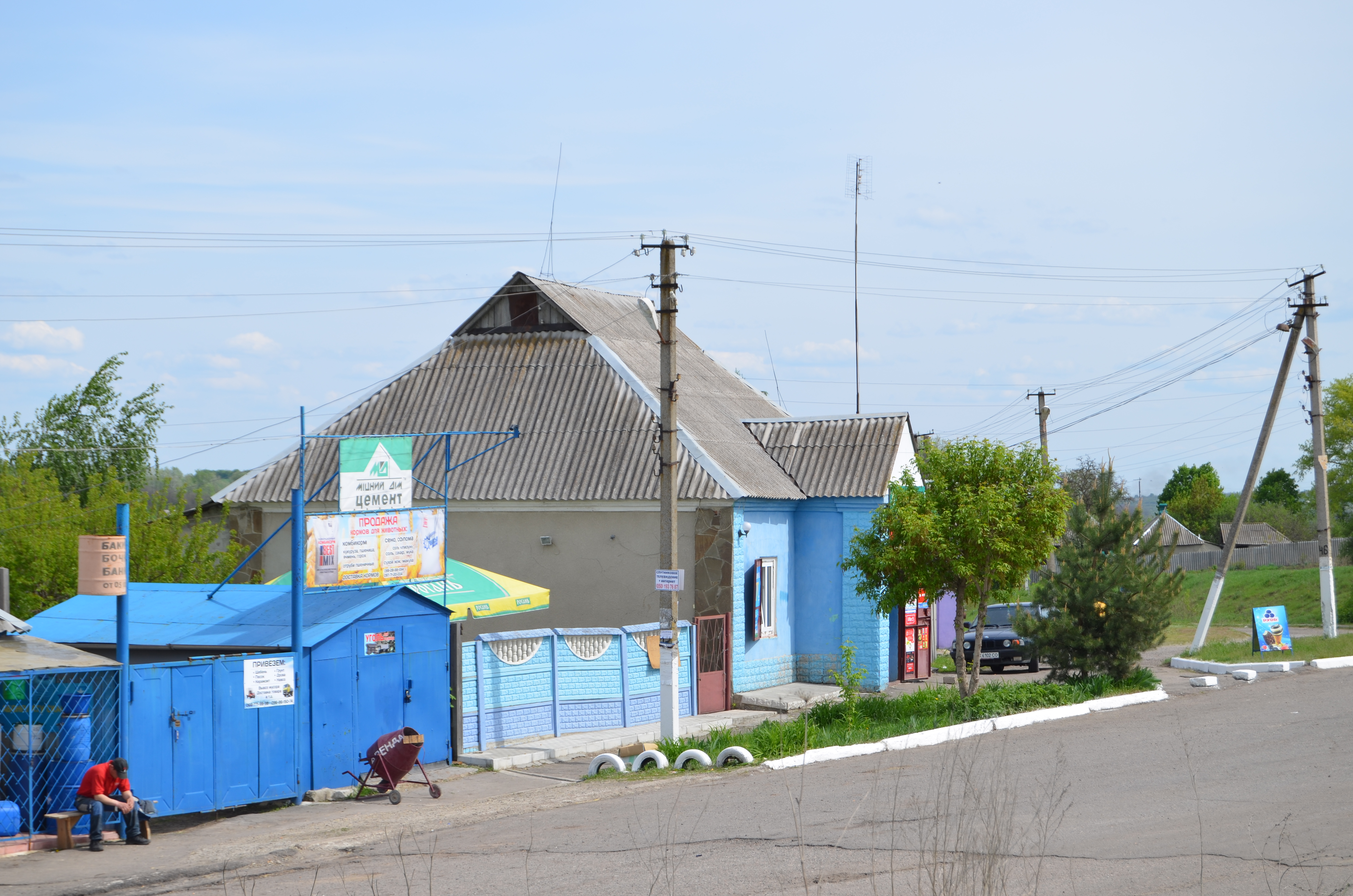
Торговельна точка
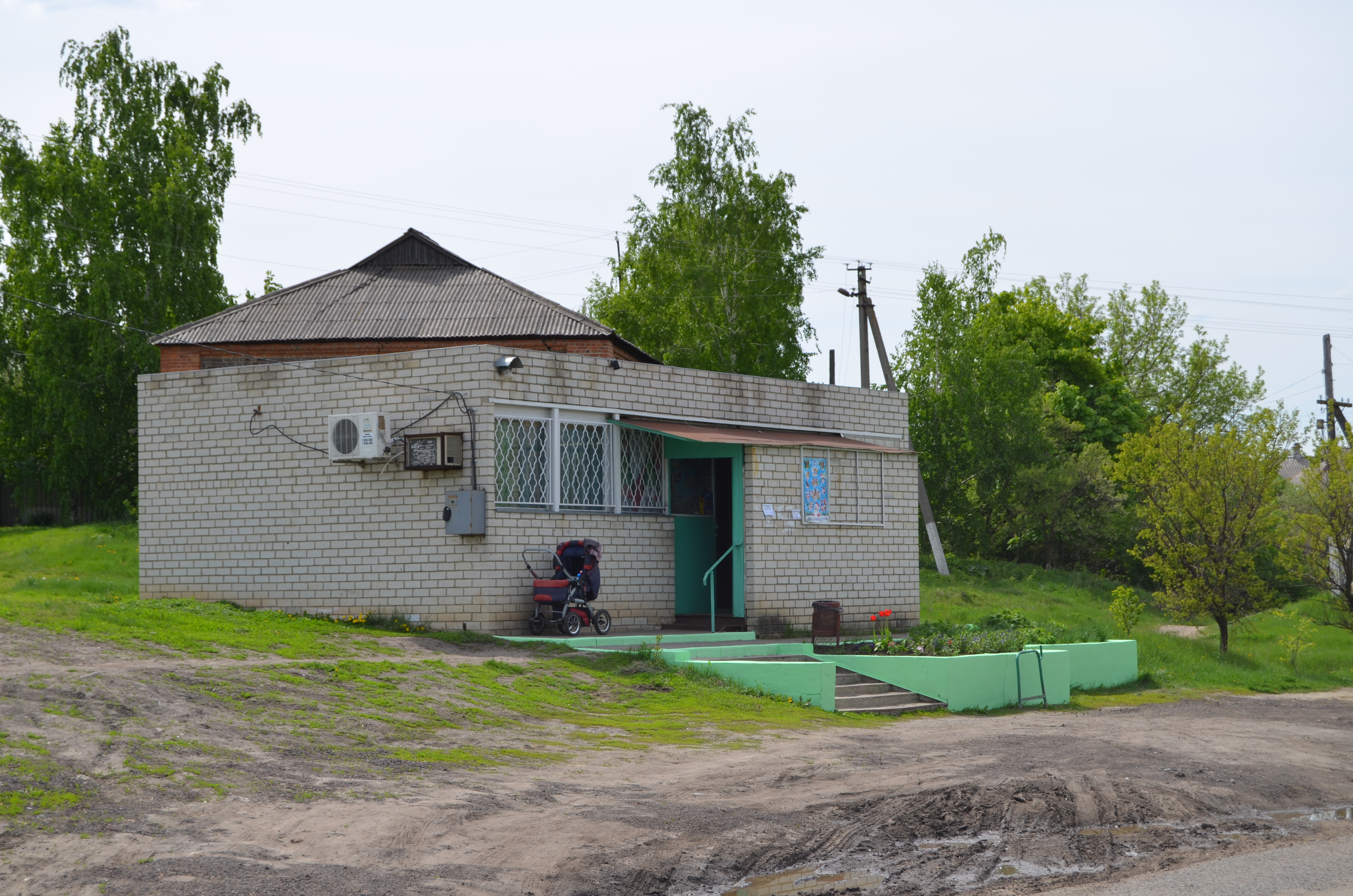
Торговельна точка
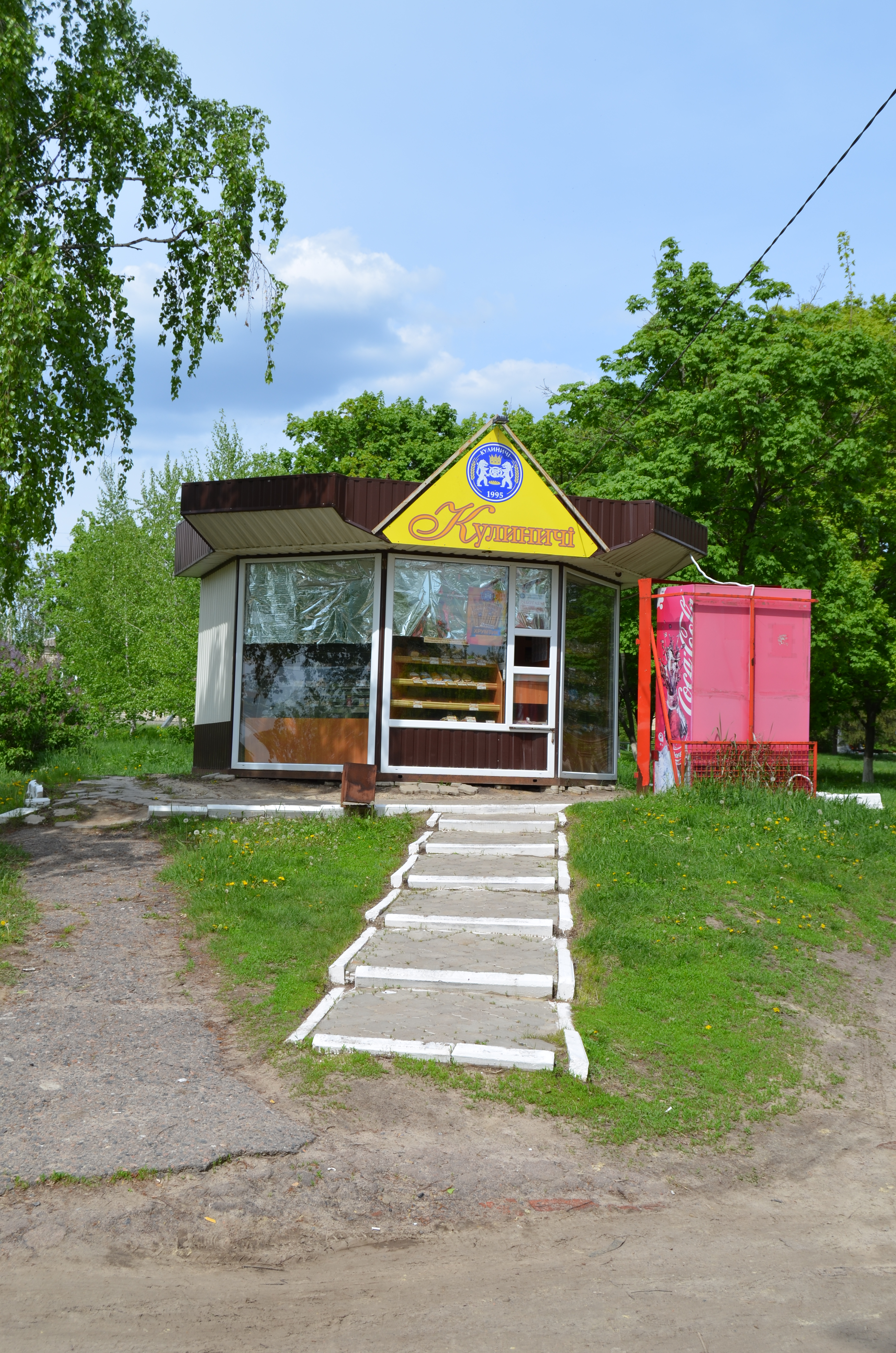
Торговельна точка
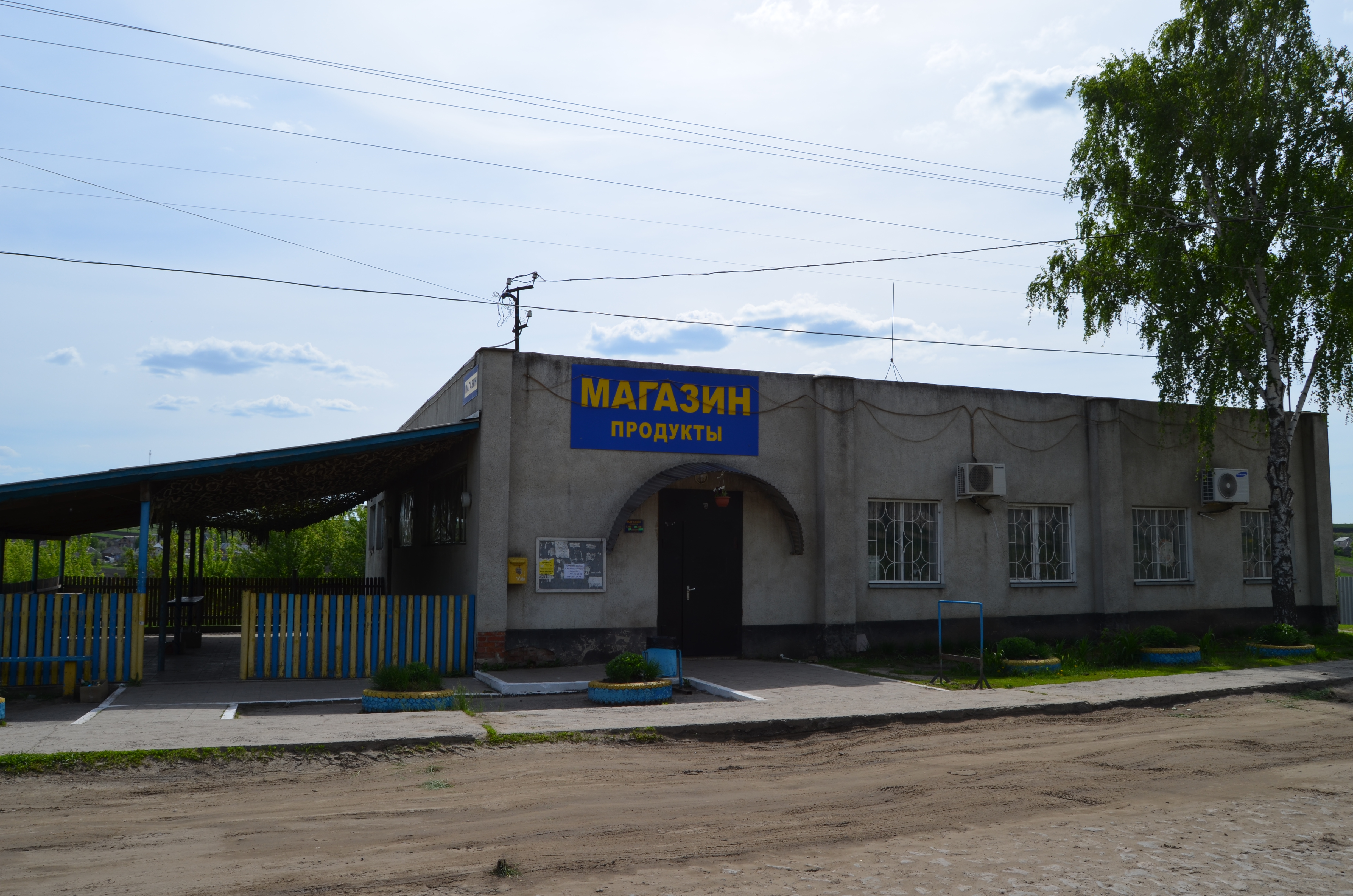
Торговельна точка

## Пам'ятки
- Джерело на трасі Харків-Вовчанськ.